# Edward Durell Stone
Edward Durell Stone (9 de março de 1902 - 6 de agosto de 1978) foi um arquiteto americano conhecido pelos edifícios formais e altamente decorativos que ele projetou nas décadas de 1950 e 1960. Seus trabalhos incluem o Museu de Arte Moderna, em Nova Iorque, a Embaixada dos Estados Unidos em Nova Deli, Índia, o Centro John F. Kennedy de Artes Cênicas, em Washington, D.C.

## Vida de trabalho
Stone nasceu e foi criado em Fayetteville, Arkansas. Ele frequentou a Universidade do Arkansas, Harvard e MIT, mas não obteve um diploma. Em 1927, ele ganhou a Bolsa Rotch Travelling, que lhe deu a oportunidade de viajar pela Europa com uma bolsa de dois anos. Stone ficou impressionado com a nova arquitetura que ele observou na Europa, edifícios projetados no que viria a ser conhecido como Estilo Internacional. Ele voltou para os Estados Unidos em 1929 e se estabeleceu em Manhattan. Contratado pelo escritório de arquitetura Schultze e Weaver, ele projetou interiores para o novo Waldorf-Astoria Hotel. Posteriormente, trabalhou para os arquitetos associados do Rockefeller Center e se tornou o designer principal do Radio City Music Hall.

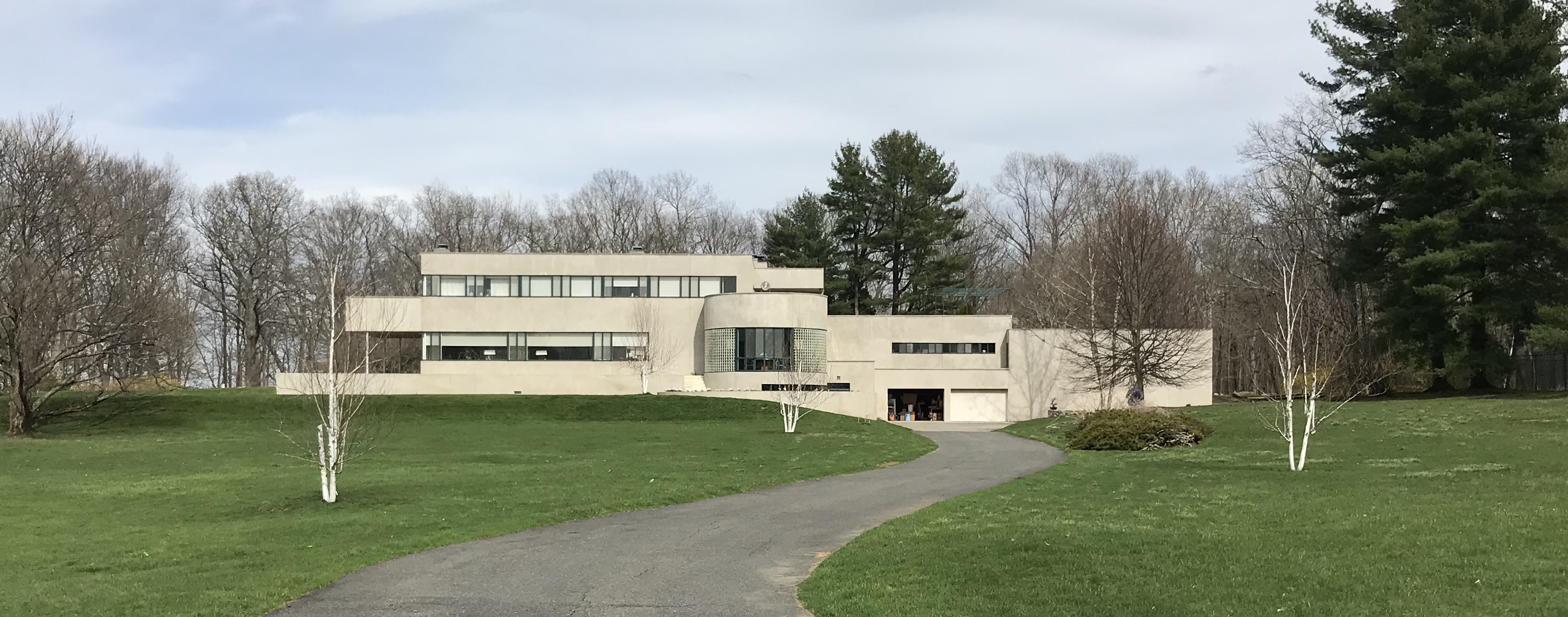
Casa de Richard H. Mandel, Mt. Kisco, Nova Iorque (1933)

Stone foi um dos primeiros defensores do Estilo Internacional. Sua primeira comissão independente foi a Casa Richard H. Mandel, em Mount Kisco, Nova Iorque (1933). Isto foi seguido pela casa de Ulrich Kowalski, também no Mt. Kisco (1934), e a casa de Albert C. Koch, em Cambridge Massachusetts (1936). Em 1936, Stone foi escolhido como arquiteto associado do novo Museu de Arte Moderna de Nova Iorque, projetado em colaboração com Phillip Goodwin. Stone também projetou uma residência particular para o presidente do MoMA, Anson Conger Goodyear, em Old Westbury, NY (1938). As residências Mandel e Goodyear estão listadas no Registro Nacional de Lugares Históricos.
No início da Segunda Guerra Mundial, Stone se alistou no Exército dos EUA. Ele foi promovido ao posto de major e serviu como chefe da Seção de Planejamento e Design da Força Aérea do Exército. Retornando a Nova Iorque após a guerra, Stone foi contratada para projetar o Hotel El Panama, de dez andares, na Cidade do Panamá, Panamá (1946), o Centro de Belas Artes da Universidade do Arkansas em Fayetteville (1948), e o Hospital del Seguro Social del Empleado, com 850 leitos, em Lima, Peru (1950).

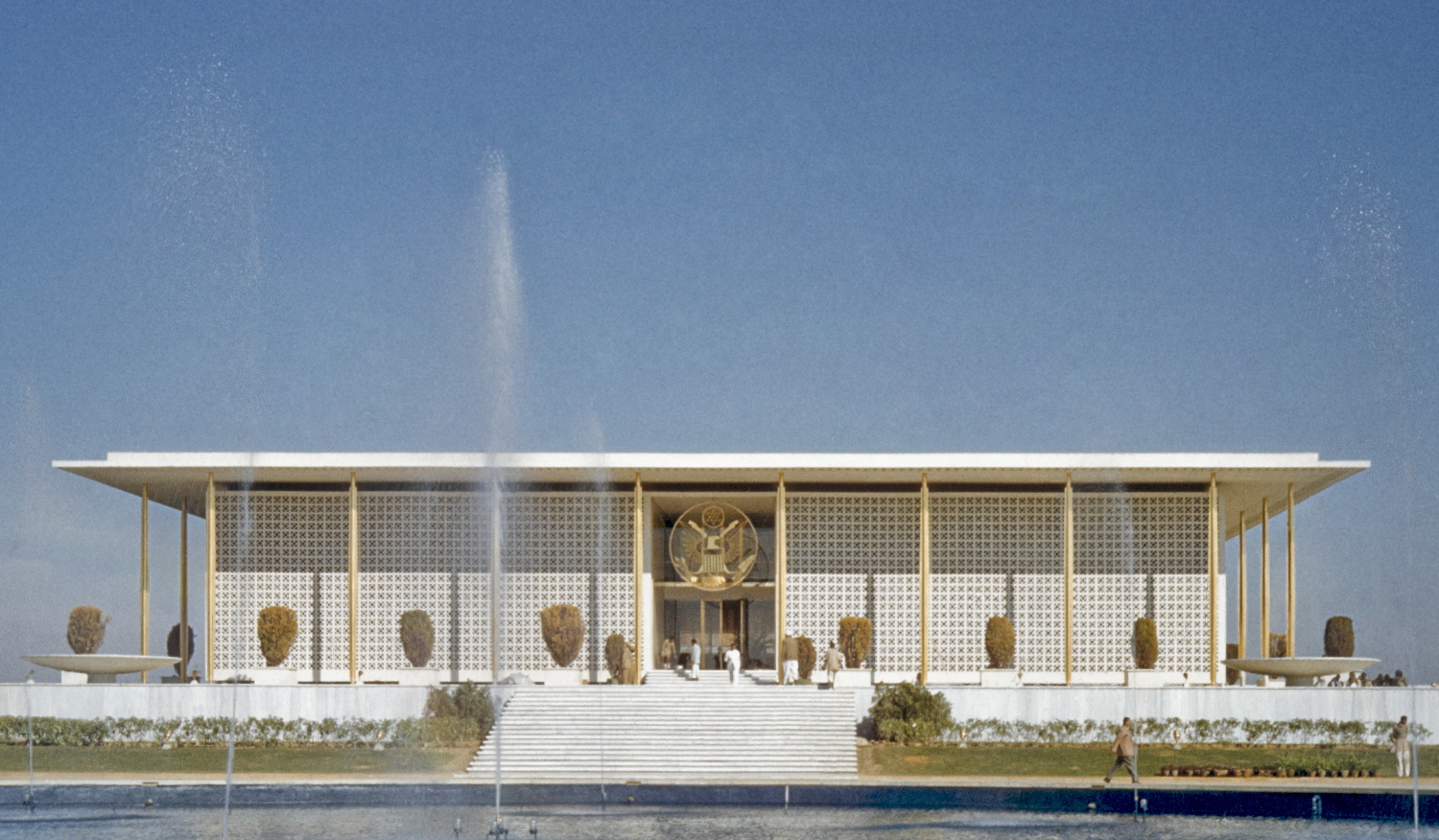
Embaixada dos EUA em Nova Deli, Índia (1959)

O trabalho mais conhecido de Stone foi a Embaixada dos Estados Unidos em Nova Délhi, Índia (1959). Encarregado de criar um edifício moderno que respeitasse o patrimônio arquitetônico de seu país anfitrião, ele projetou um pavilhão em forma de templo em um pódio elevado. Frank Lloyd Wright chamou a embaixada de um dos edifícios mais bonitos que ele já viu, e ganhou um primeiro prêmio de honra do Instituto Americano de Arquitetos (AIA). Comissões subsequentes, como o Stanford University Medical Center em Palo Alto, Califórnia (1955), a Stuart Pharmaceutical Company em Pasadena, Califórnia (1956), e o pavilhão dos Estados Unidos na Feira Mundial de Bruxelas de 1958 (1957), elementos repetidos originalmente projetados para a embaixada. O edifício Stuart e o pavilhão da Feira Mundial ganharam prêmios da AIA e Stone foi eleito para o College of Fellows do Instituto em 1958.
Descrito como romancista, os desenhos ornamentados de Stone trouxeram-lhe sucesso comercial. Na década de 1960, seu escritório estava entre as maiores práticas de arquitetura dos Estados Unidos, com mais de 200 funcionários e escritórios nas duas costas. Os edifícios desse período incluem o Edifício Legislativo do Estado da Carolina do Norte em Raleigh (1960), o Instituto Paquistão de Ciência e Tecnologia Nuclear em Nilore (1961), o edifício da National Geographic Society em Washington, DC (1961), o Museo de Arte em Ponce, Porto Rico (1961), o campus da Universidade de Albany (1962), o Centro John F. Kennedy de Artes Cênicas em Washington, D.C. (1962), o prédio da General Motors em Nova Iorque (1964), a sede mundial da PepsiCo, em Purchase, Nova Iorque (1967), o complexo da Capital do Estado da Flórida em Tallahassee (1970), e o Edifício Standard Oil (agora conhecido como Centro Aon) em Chicago, Illinois (1970).
Stone se aposentou em 1974 e morreu em 1978. Após um funeral em Nova Iorque, suas cinzas foram enterradas em sua cidade natal, Fayetteville.

## Honras e prêmios

### Graus honorários
- Doutor em Belas Artes, Universidade do Arkansas, 1951[37]
- Doutor em Belas Artes, Colby College, 1959[38]
- Mestre em Belas Artes, Instituto de Arte Otis do Condado de Los Angeles, 1961[39]
- Doutor em Belas Artes, Hamilton College, 1962[40]

### Associações e honras
- Medal of Honor, capítulo de Nova Iorque do Instituto Americano de Arquitetos, 1955[41]
- Instituto Americano de Arquitetos, Companheiro, 1958[23]
- Instituto Nacional de Artes e Letras, Membro, 1958[42]
- Liga Nacional Urbana, administrador, 1958[43]
- Academia Americana de Artes e Ciências, Bolsista, 1960[44]
- Federação Americana de Artes, Trustee, 1960[45]
- Instituto Nacional de Ciências Sociais, Medalha de Ouro, 1961[46]
- Building Stone Institute, arquiteto do ano, 1964[47]
- Prêmio Horatio Alger, 1971[48]

### Prêmios arquitetônicos
- Medalha de Prata, Liga Arquitetônica de Nova Iorque, 1937 - Guest House para Henry R. Luce, Mepkin Plantation, Moncks Corner, Carolina do Sul[49]
- Medalha de Prata, Liga Arquitetônica de Nova Iorque, 1950 - Residência A. Conger Goodyear, Old Westbury, Nova Iorque[50]
- Medalha de Ouro, Architectural League of New York, 1950 - Museu de Arte Moderna, Nova Iorque (Philip Goodwin, Associado) [51]
- Medalha de Ouro, Liga Arquitetônica de Nova Iorque, 1950 - El Panama Hotel, Cidade do Panamá, Panamá [52]
- Prêmio de Primeira Honra, Instituto Americano de Arquitetos, 1958 - Stuart Pharmaceutical Co., Pasadena, Califórnia[53]
- Prêmio de Mérito, Instituto Americano de Arquitetos, 1958 - US Pavilion, Bruxelas, Bélgica[51]
- Prêmio de Primeira Honra, Instituto Americano de Arquitetos, 1961 - Embaixada dos EUA, Nova Délhi, Índia[51]
- Prêmio de Mérito, Instituto Americano de Arquitetos, 1963 - Hospital Comunitário da Península de Monterey, Carmel, Califórnia[54]
- Prêmio de Honra, Instituto Americano de Arquitetos, 1967 - Museu de Arte de Ponce, Ponce, Porto Rico[55]

## Obras selecionadas

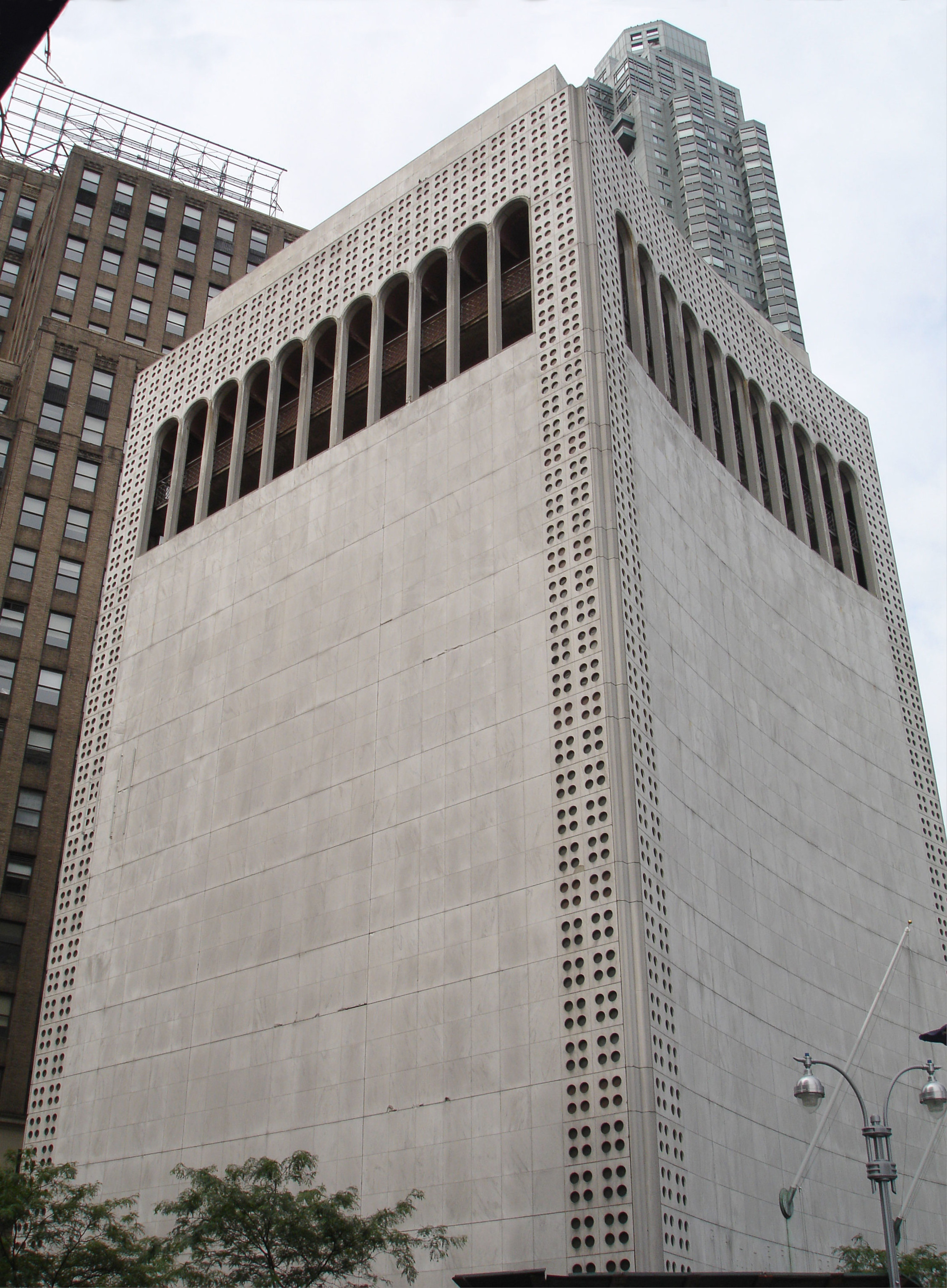
2 Columbus Circle, Nova Iorque (1958), antes que a fachada fosse alterada e o interior restaurado.

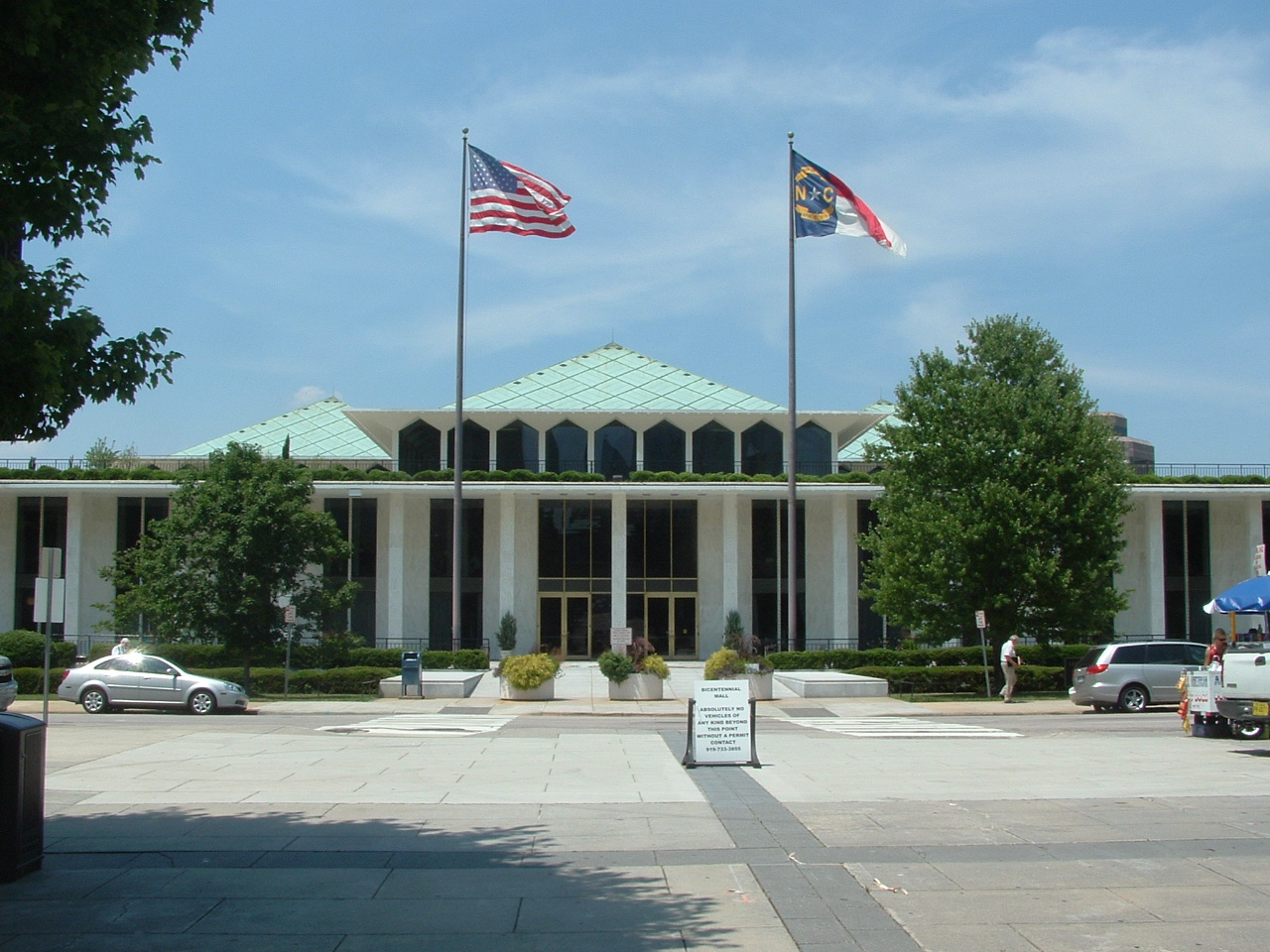
Edifício legislativo do estado da Carolina do Norte em Raleigh, Carolina do Norte (1960)

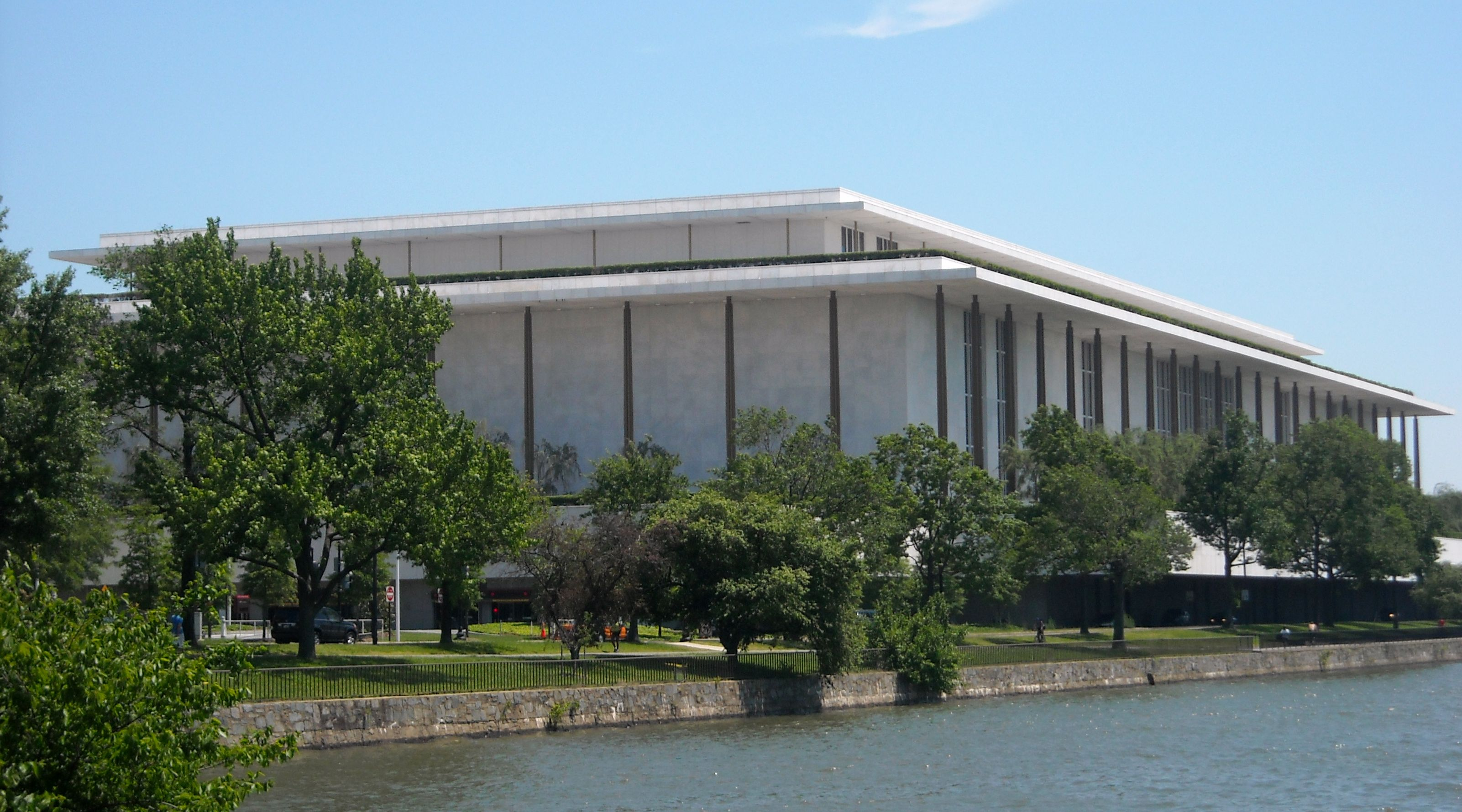
Centro Kennedy de Artes Cênicas Washington, DC (1962)

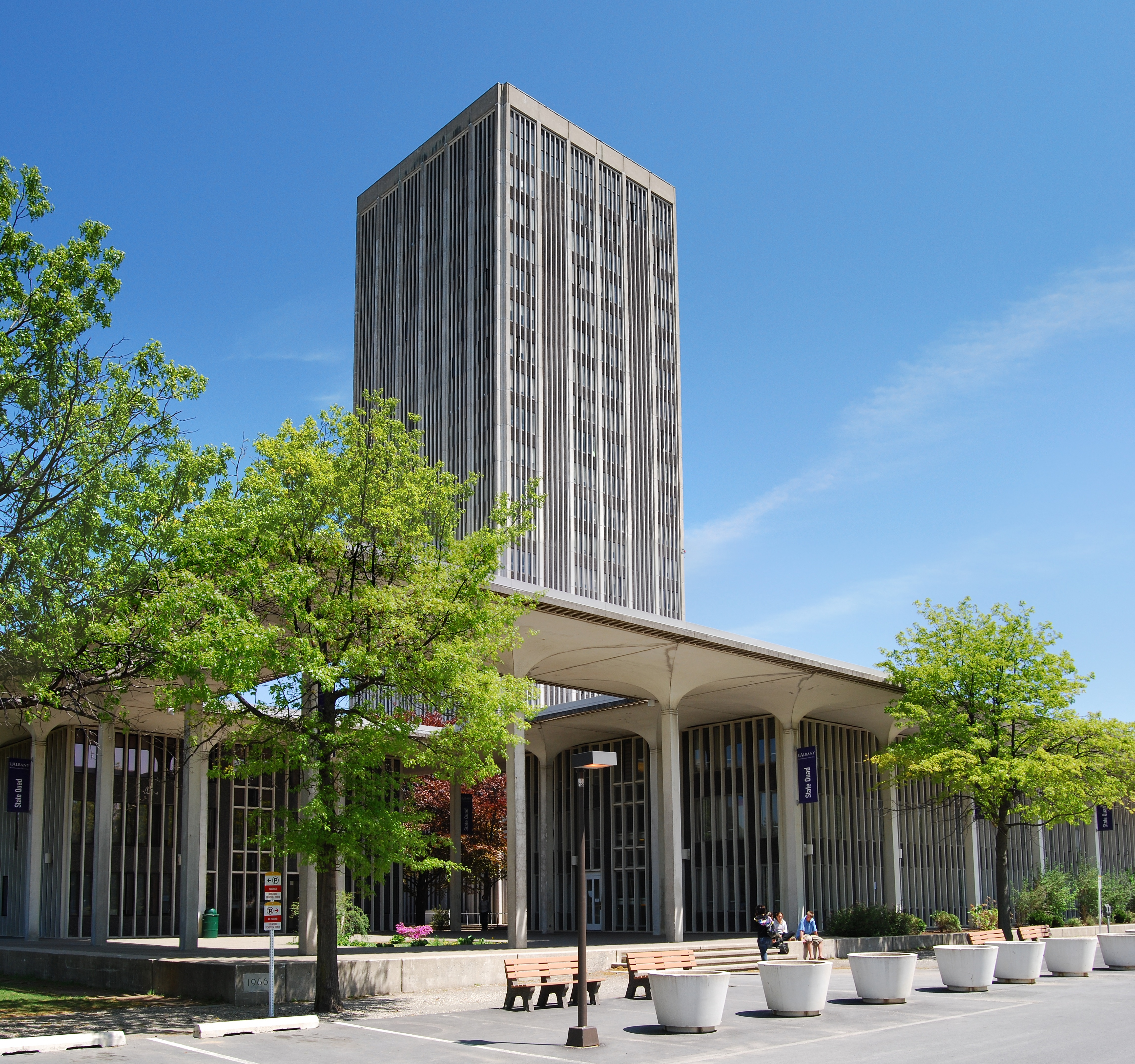
O campus da parte alta da Universidade Estadual de Nova Iorque em Albany (1962)

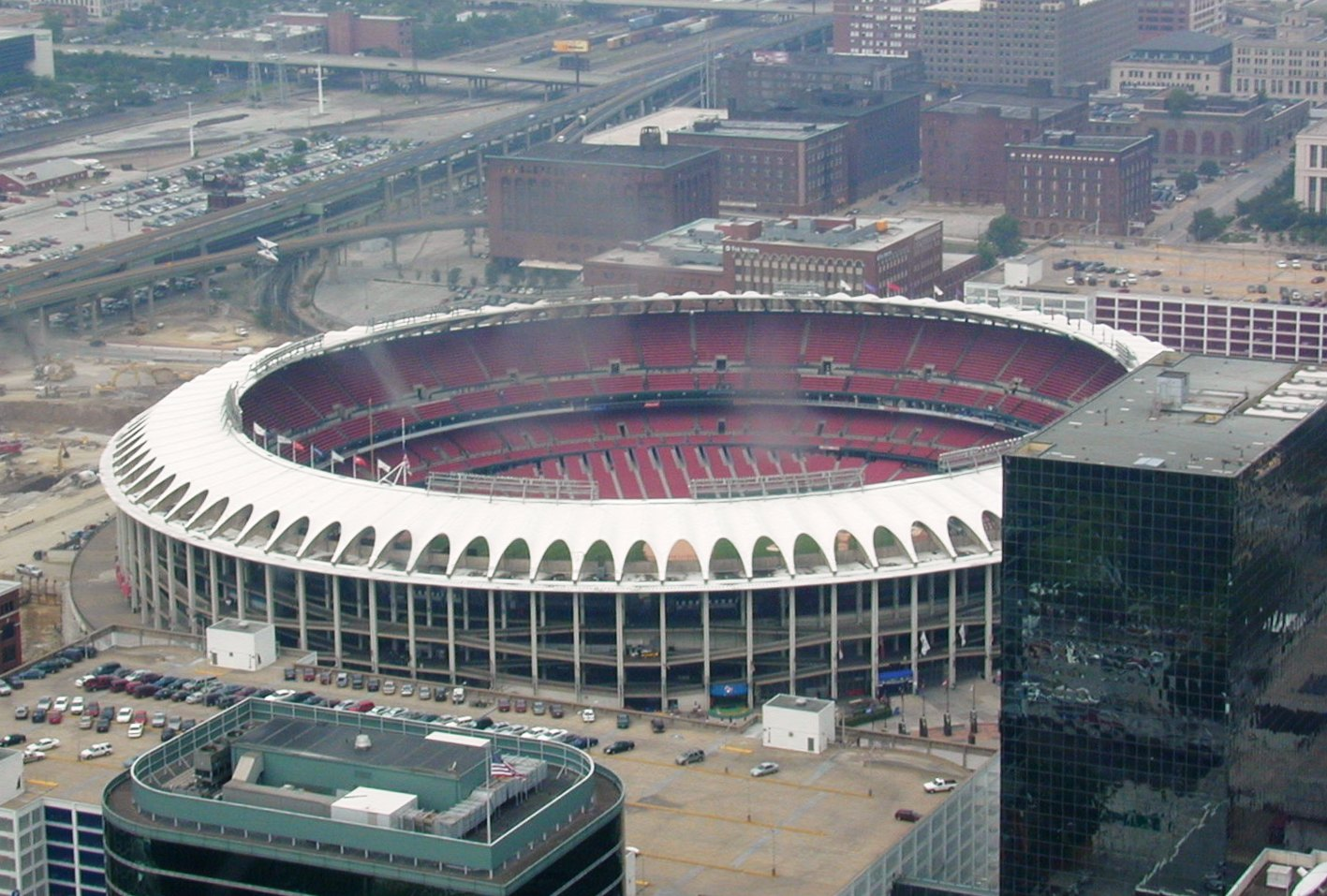
Busch Stadium (1966), a casa do time de beisebol do St. Louis Cardinals de 1966 a 2005 e o time de futebol do St. Louis Cardinals de 1966 a 1987

- Radio City Music Hall e o Center Theater, em Rockefeller Center, New York City, (como designer sênior no emprego do Rockefeller Center Associated Architects com Donald Deskey e Eugene Schoen, arquitetos de interiores, 1932)
- Richard H. Mandel House, Bedford Hills, New York (com Donald Deskey, arquiteto de interior, 1933)
- Mepkin Plantation for Mr. and Mrs. Henry R. Luce, (agora conhecido como Mepkin Abbey), Monck's Corner, South Carolina (1936)
- Museum of Modern Art, New York City, (Philip L. Goodwin, arquiteto associado, 1937)
- A. Conger Goodyear House, Old Westbury, New York (1938)
- Ingersoll Steel, Utility Unit House, Kalamazoo, Michigan (1946)
- El Panama Hotel, Panama City, Panama (Mendez e Sanders, arquitetos associados, 1946)
- Fine Arts Center, University of Arkansas, Fayetteville, Arkansas (Haralson & Mott, arquitetos associados, 1948)
- United States Embassy, New Delhi, India (1954)
- Phoenicia InterContinental Hotel, Beirut, Lebanon (Elias e Dagher, arquitetos associados, 1954, altered 1997)
- Stanford Medical Center, Palo Alto, Califórnia (1955)
- Bruno & Josephine Graf Residence, Dallas, Texas (1956)
- Main Library and Mitchell Park Branch Library, Palo Alto, Califórnia (1956, Mitchell Park Branch demolido em 2010)
- Edward Durell Stone Townhouse, 130 East 64th Street, Nova Iorque (1956)
- Stuart Pharmaceutical Co., Pasadena, California (1956, parcialmente demolido)
- U.S. Pavilion at Expo 58, Brussels, Belgium (1957, parcialmente demolido)
- First Unitarian Society Church, Schenectady, New York (1958)
- Gallery of Modern Art, including the Huntington Hartford Collection (agora conhecido como Museum of Arts & Design), New York City (1958, substantially altered 2006)
- International Trade Mart (now known as World Trade Center of New Orleans), New Orleans, Louisiana (Robert Hall, associate architect, 1959)
- Robert M. Hughes Memorial Library, Norfolk, Virginia (1959, substantially altered 2011)
- Harvey Mudd College, Claremont, California (1959)
- North Carolina State Legislative Building, Raleigh, North Carolina (Holloway-Reeves & Associates, associated architects, 1960)
- Beckman Auditorium, California Institute of Technology, Pasadena, Califórnia (1960)
- National Geographic Society Museum, Washington, D.C. (1961)
- Museo de Arte, Ponce, Puerto Rico (1961)
- Windham College (now known as Landmark College), Putney, Vermont (1961)
- State University of New York at Albany, Albany, Nova Iorque (1962)
- John F. Kennedy Center for the Performing Arts, Washington, D.C. (1962)
- Prince George's Center (agora conhecido como University Town Center), Hyattsville, Maryland (1962)
- Busch Memorial Stadium, St. Louis, Missouri (1962, demolished 2005)
- WAPDA House, Lahore, Pakistan (1962)
- Stuhr Museum of the Prairie Pioneer, Grand Island, Nebraska (1963)
- Claremont School of Theology, Claremont, California (1963)
- P.S. 199 School, Lincoln Square/Upper West Side, New York (1963)
- Davenport Public Library, Davenport, Iowa (1964)
- General Motors Building, New York City (Emory Roth & Sons, arquitetos associados, 1964)
- Ethel Percy Andrus Gerontology Center, University of Southern California, Los Angeles, California (1964)
- Tulsa Convention Center, Tulsa, Oklahoma (Murray, Jones and Murray, associated architects, 1964, expanded and renamed to Cox Business Center)
- Von KleinSmid Center, University of Southern California, Los Angeles, California (1964)
- Garden State Arts Center (now known as PNC Bank Arts Center), Holmdel, New Jersey (1965)
- Pakistan Institute of Nuclear Science and Technology, (1965)
- Georgetown University Law Center Bernard P. McDonough Hall, Washington, D.C. (1966)
- W.E.B. Du Bois Library, University of Massachusetts Amherst, Amherst, Massachusetts (1966)
- Brith Emeth Temple, Pepper Pike, Ohio (1967)
- Fort Worth City Hall, Fort Worth, Texas (1967)
- Kirwan-Blanding Complex, University of Kentucky, Lexington, Kentucky (1967)
- PepsiCo World Headquarters Complex, Purchase, New York (1967)
- Jefferson County Civic Center, Pine Bluff, Arkansas (1968)
- Worcester Science Museum (agora conhecido como o EcoTarium), Worcester, Massachusetts, (1964, alterado em 1998)
- Eisenhower Medical Center, Rancho Mirage, California (1971)
- Amarillo Museum of Art, Amarillo, Texas (1972)
- Standard Oil Building (agora conhecido como Aon Center), Chicago, Illinois (Perkins & Will, arquitetos associados, 1972)
- Buffalo News Building, Buffalo, Nova Iorque (1973)
- Scripps Green Hospital, La Jolla, California (1974)
- First Bank Building (agora conhecido como First Canadian Place), Toronto, Ontario (1975)
- Babin Kuk Resort, Dubrovnik, Croatia (1976)
- Florida State Capitol, Tallahassee, Florida (Reynolds, Smith & Hills, associated architects, 1977)
- University of Alabama School of Law, Tuscaloosa, Alabama (1977)
- Scripps Anderson Outpatient Pavilion, La Jolla, California (por Edward Durell Stone Associates, 1983)
- Government Center Station, Miami, Florida (1984)
- Scripps Research Institute, La Jolla, California (por Edward Durell Stone Associates, 1985)
- Museum of Anthropology, Xalapa, Veracruz, Mexico (por Edward Durell Stone Associates, 1986)

## Galeria

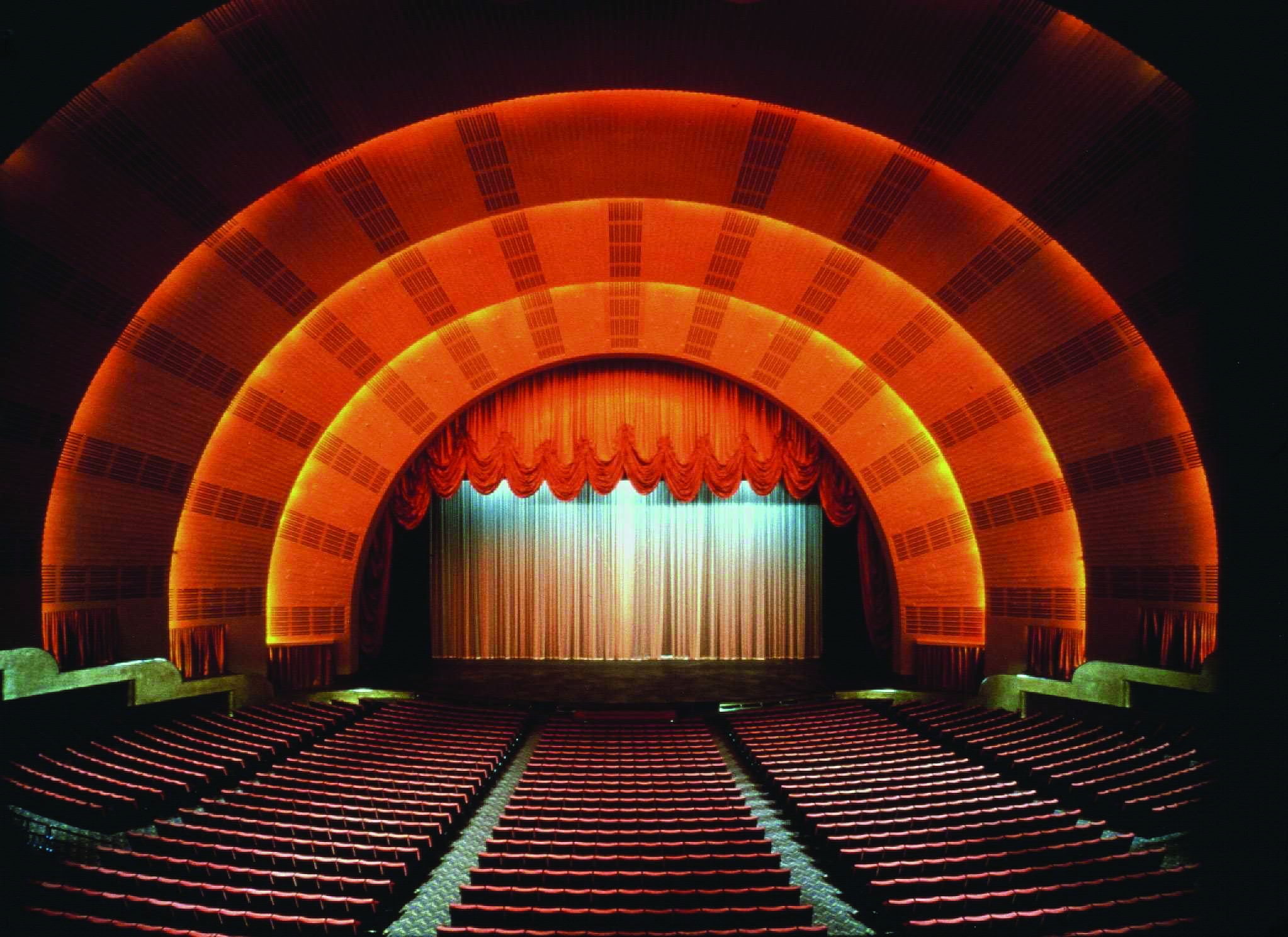
Radio City Music Hall Nova Iorque, Nova York (1932)
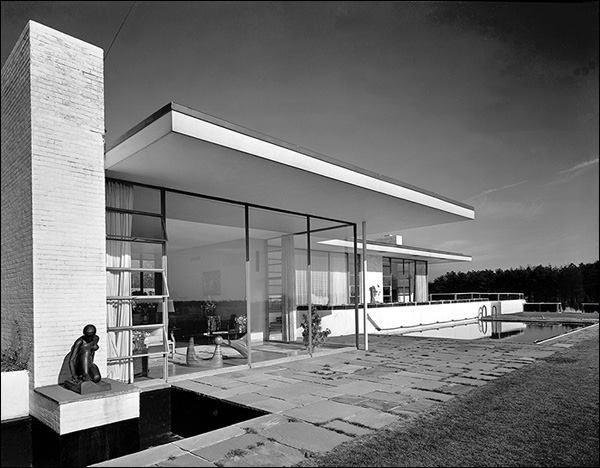
Anson Conger Goodyear House Old Westbury, Nova York (1938)
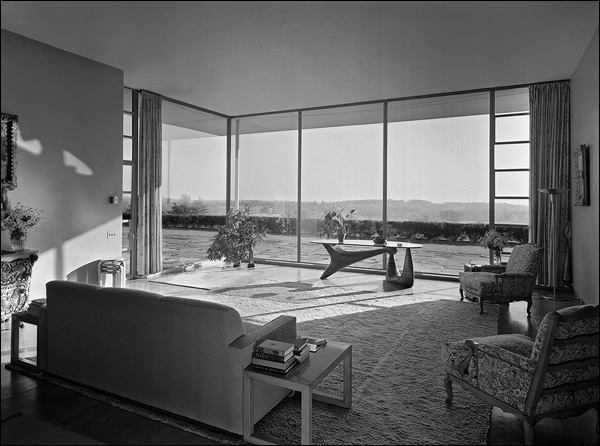
Anson Conger Goodyear House Old Westbury, Nova York (1938)
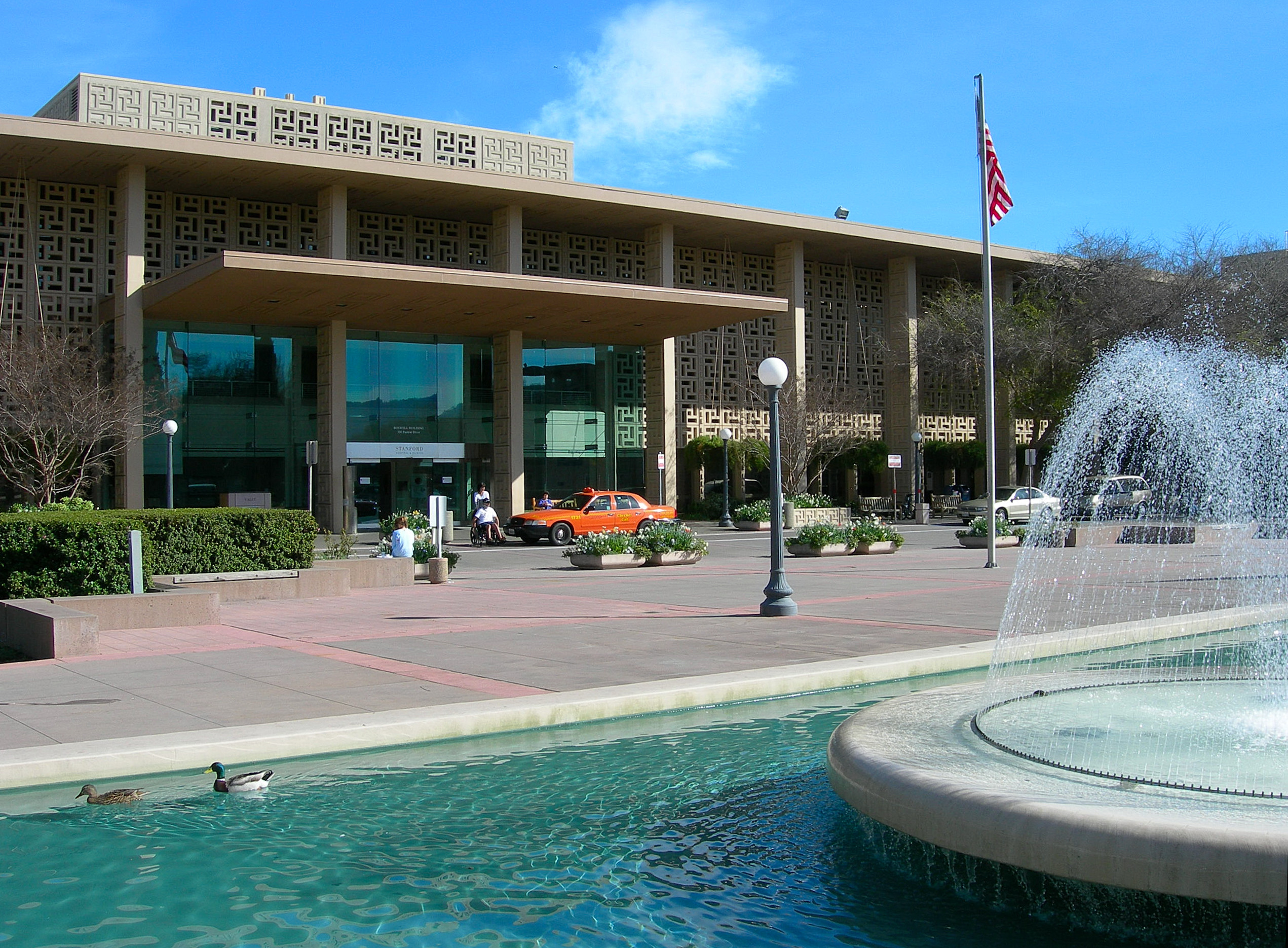
Stanford U. Medical Center Palo Alto, California (1955)
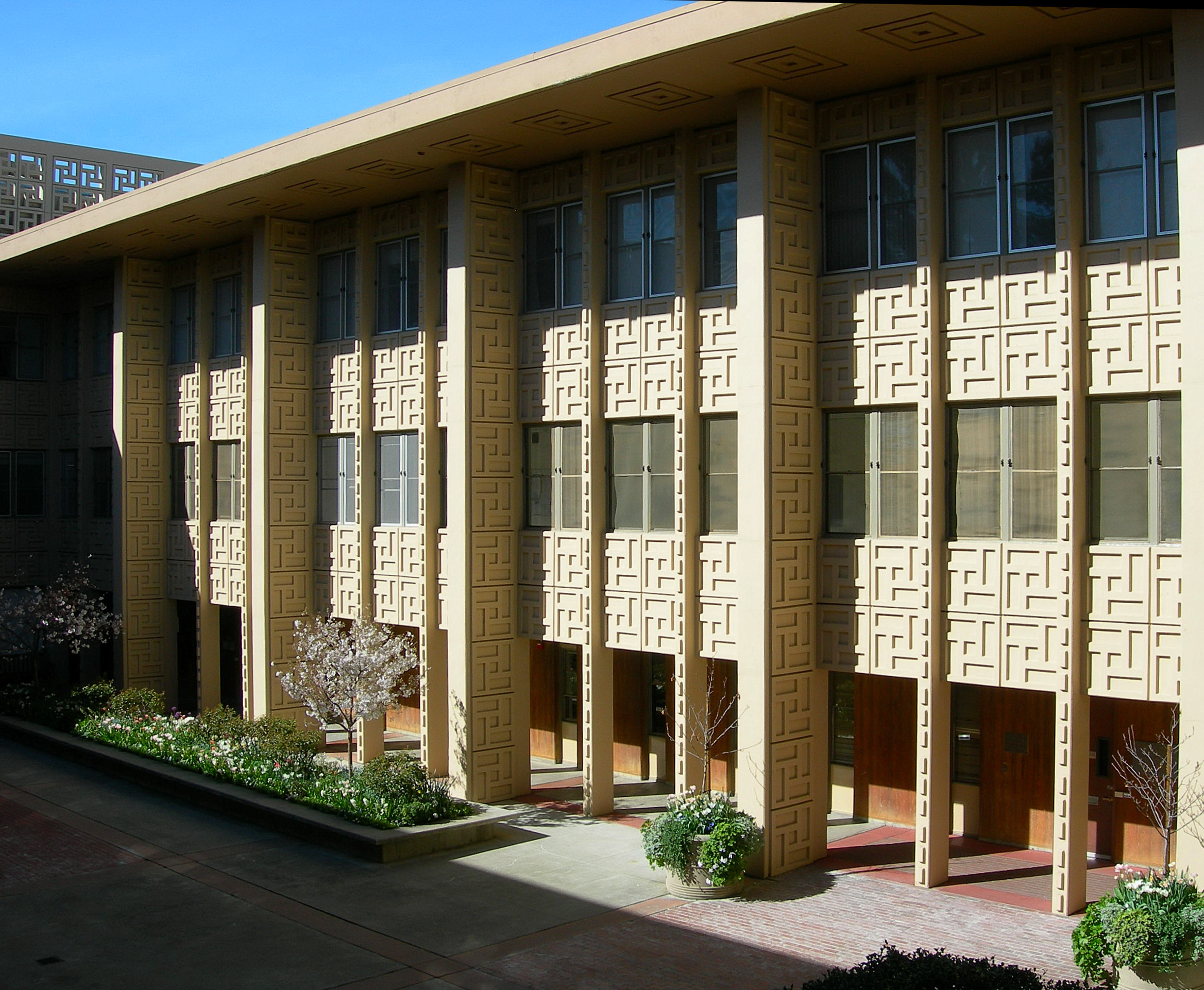
Stanford U. Medical Center Palo Alto, California (1955)
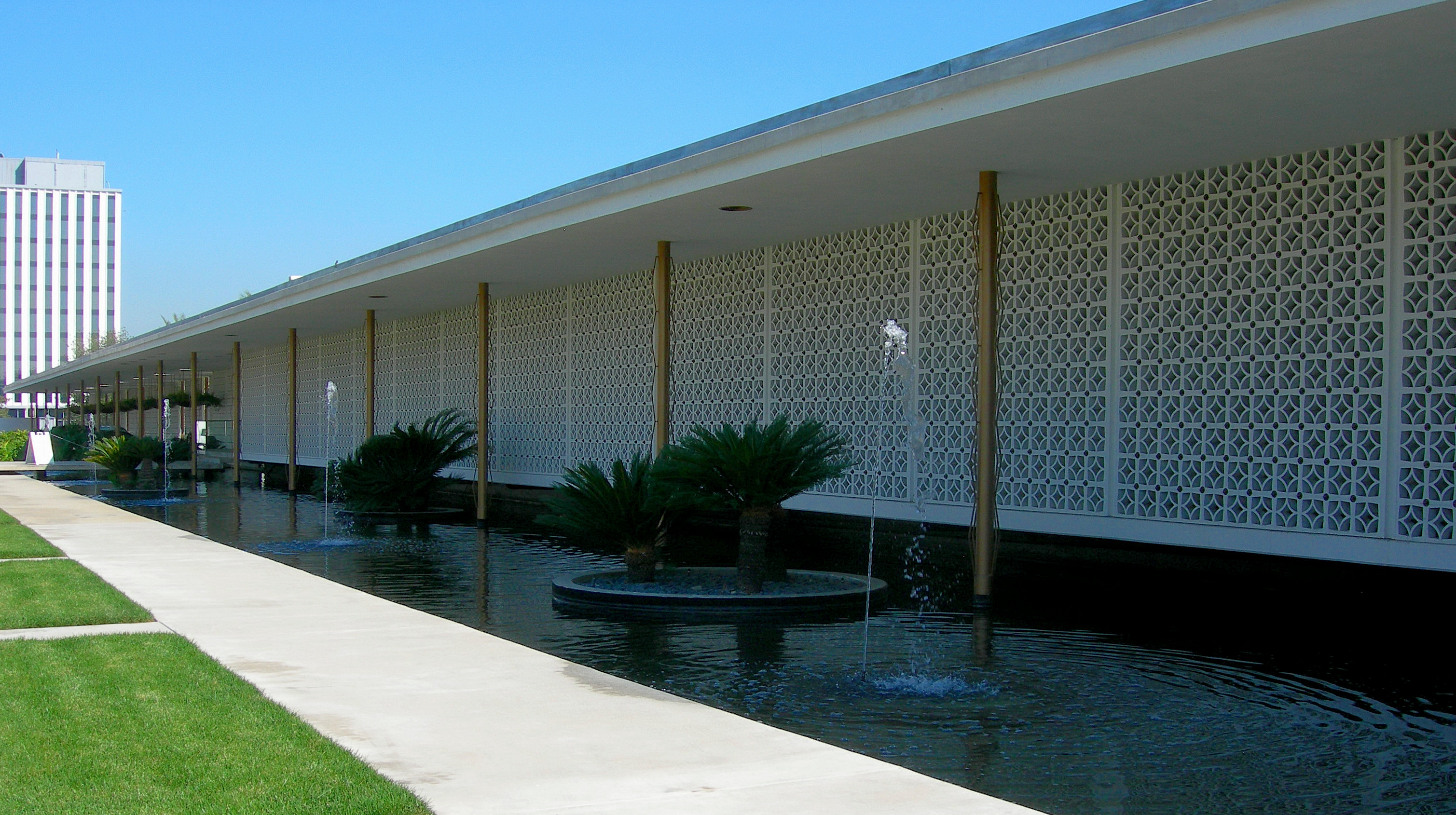
Stuart Pharmaceutical Co. Pasadena, California (1956)
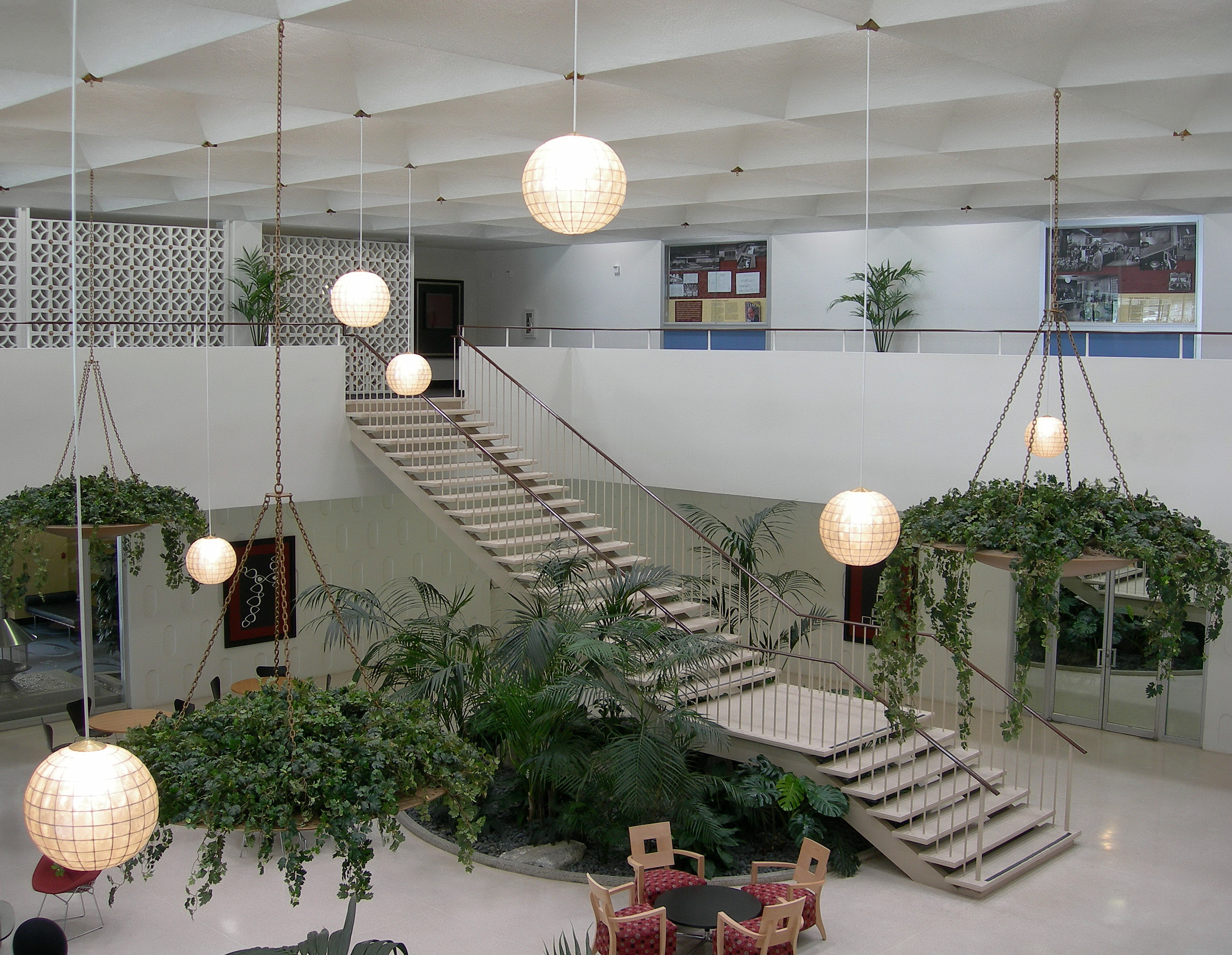
Stuart Pharmaceutical Co. Pasadena, California (1956)
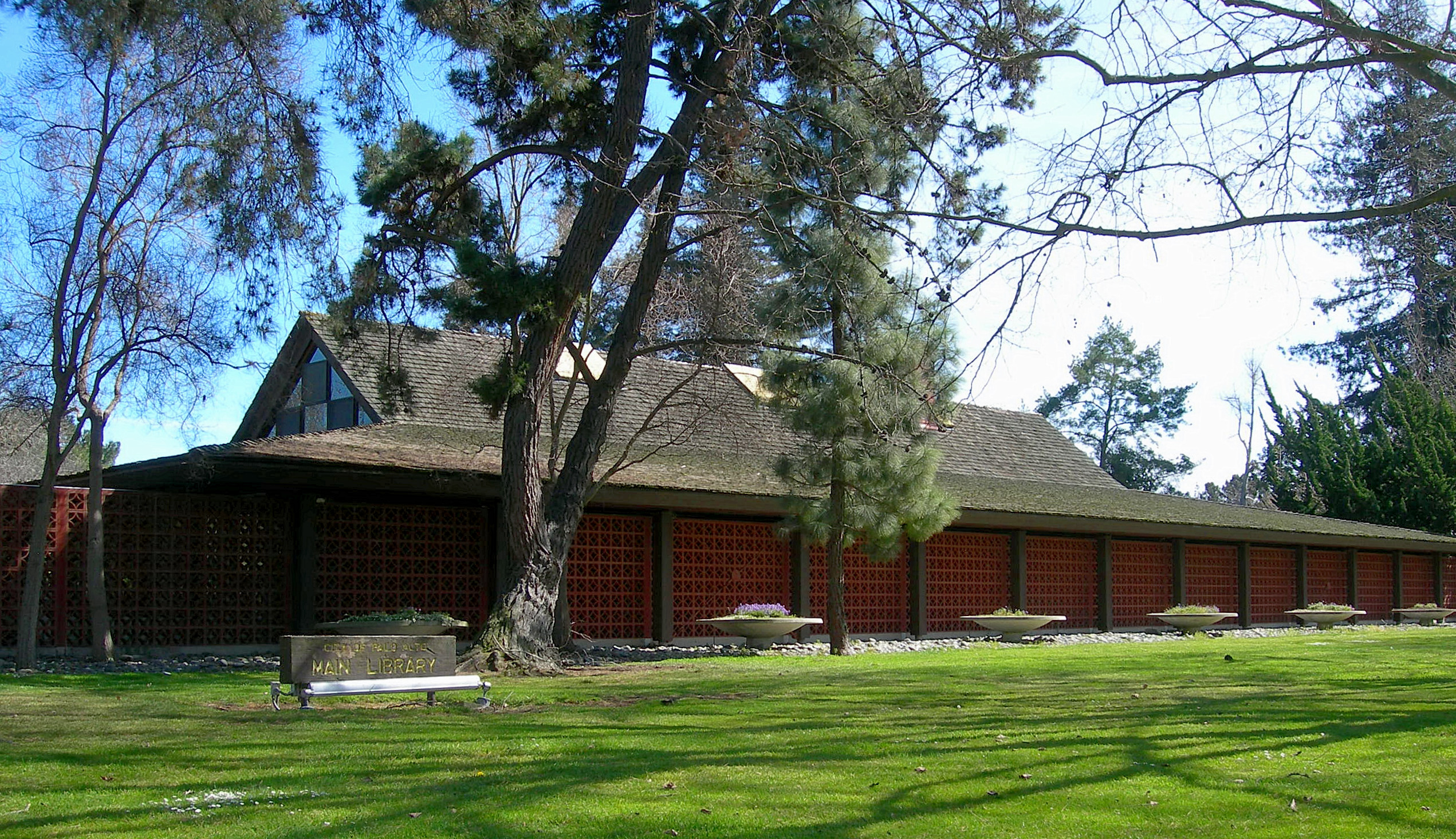
Palo Alto Main Library Palo Alto, California (1956)
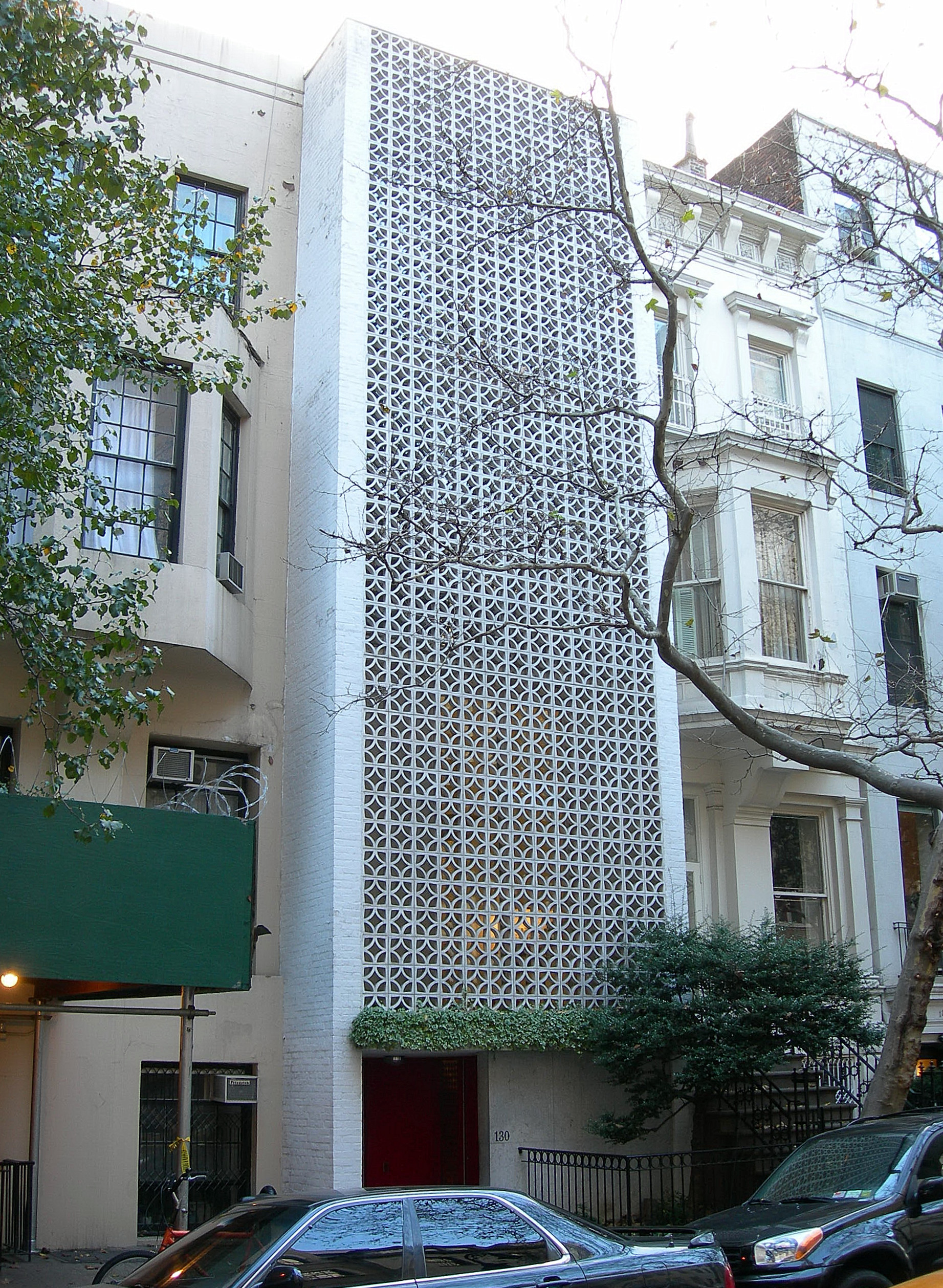
Edward Durell Stone Townhouse Nova Iorque, Nova York (1956)
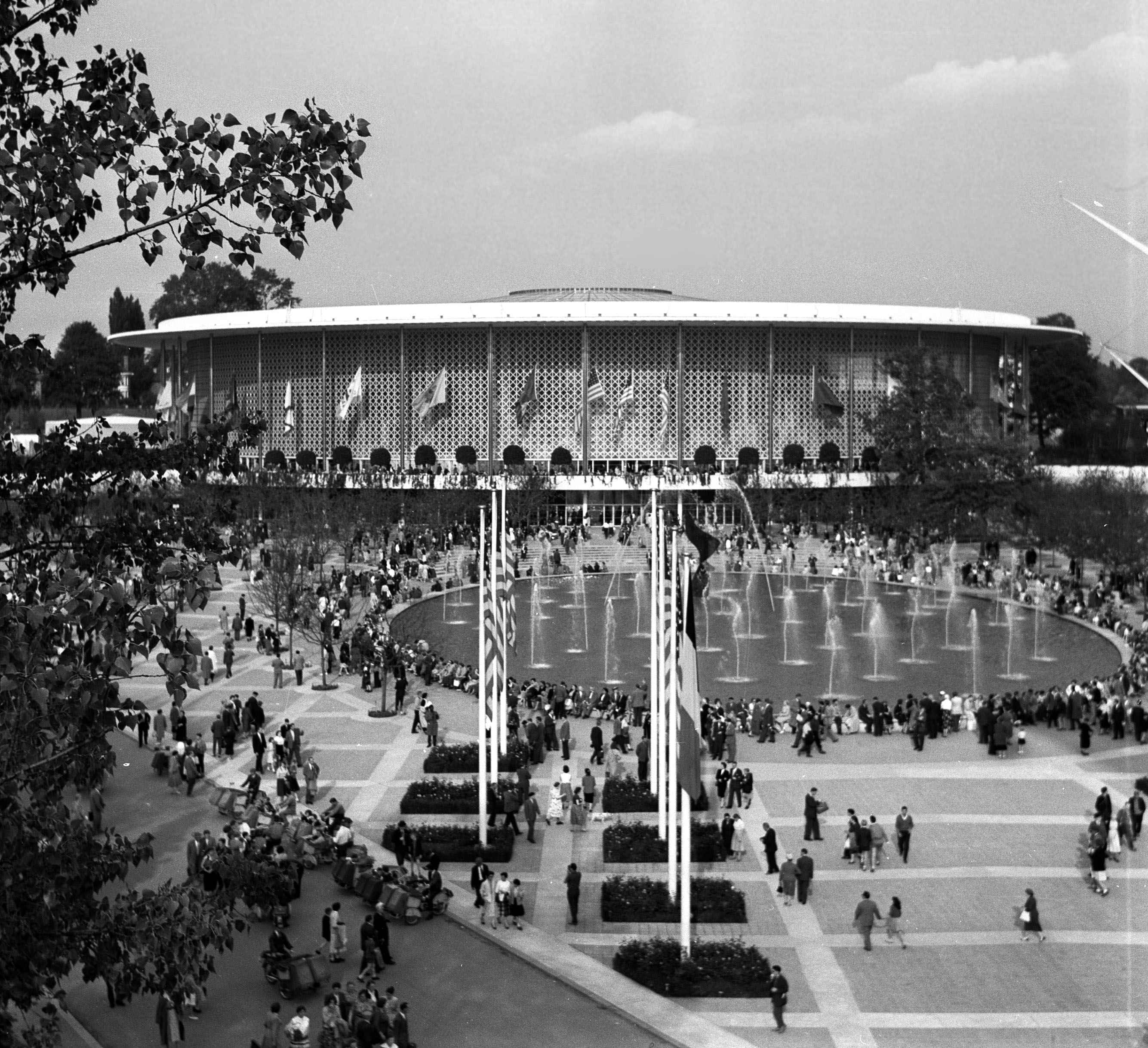
United States Pavilion Expo 1958 Bruxelas, Bélgica (1957)
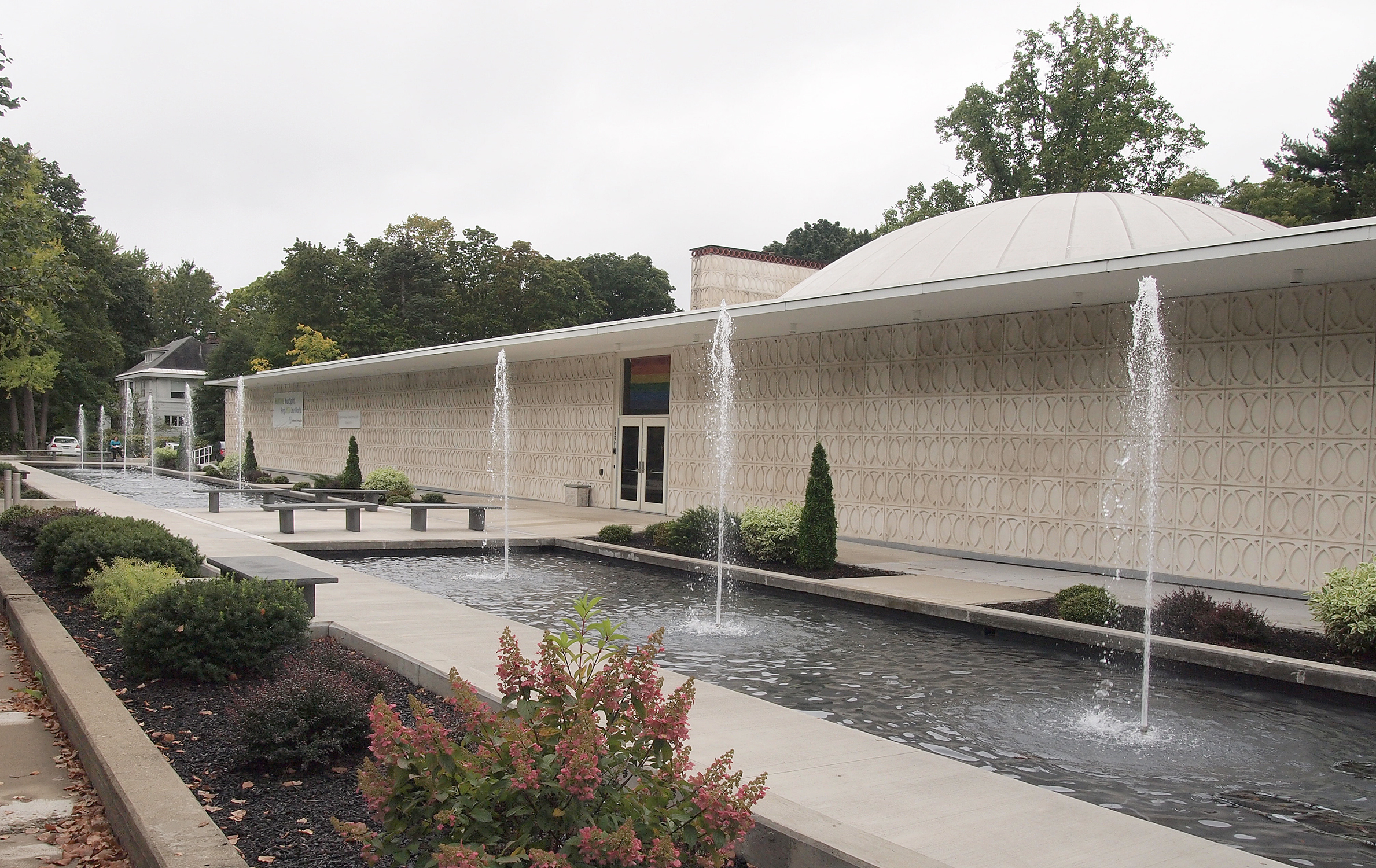
First Unitarian Society Schenectady, Nova York (1958)
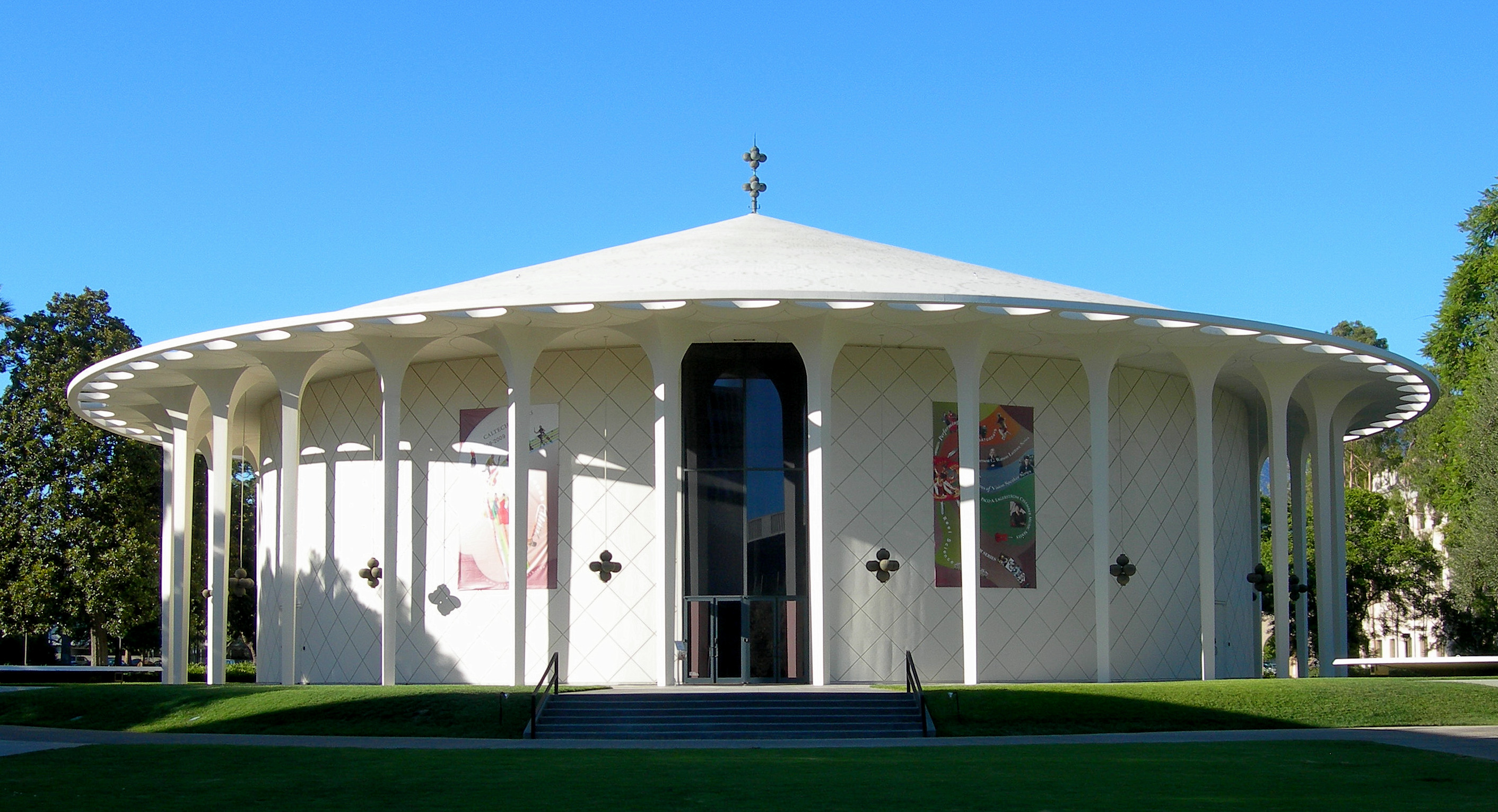
Beckman Auditorium California Institute of Technology Pasadena, California (1960)
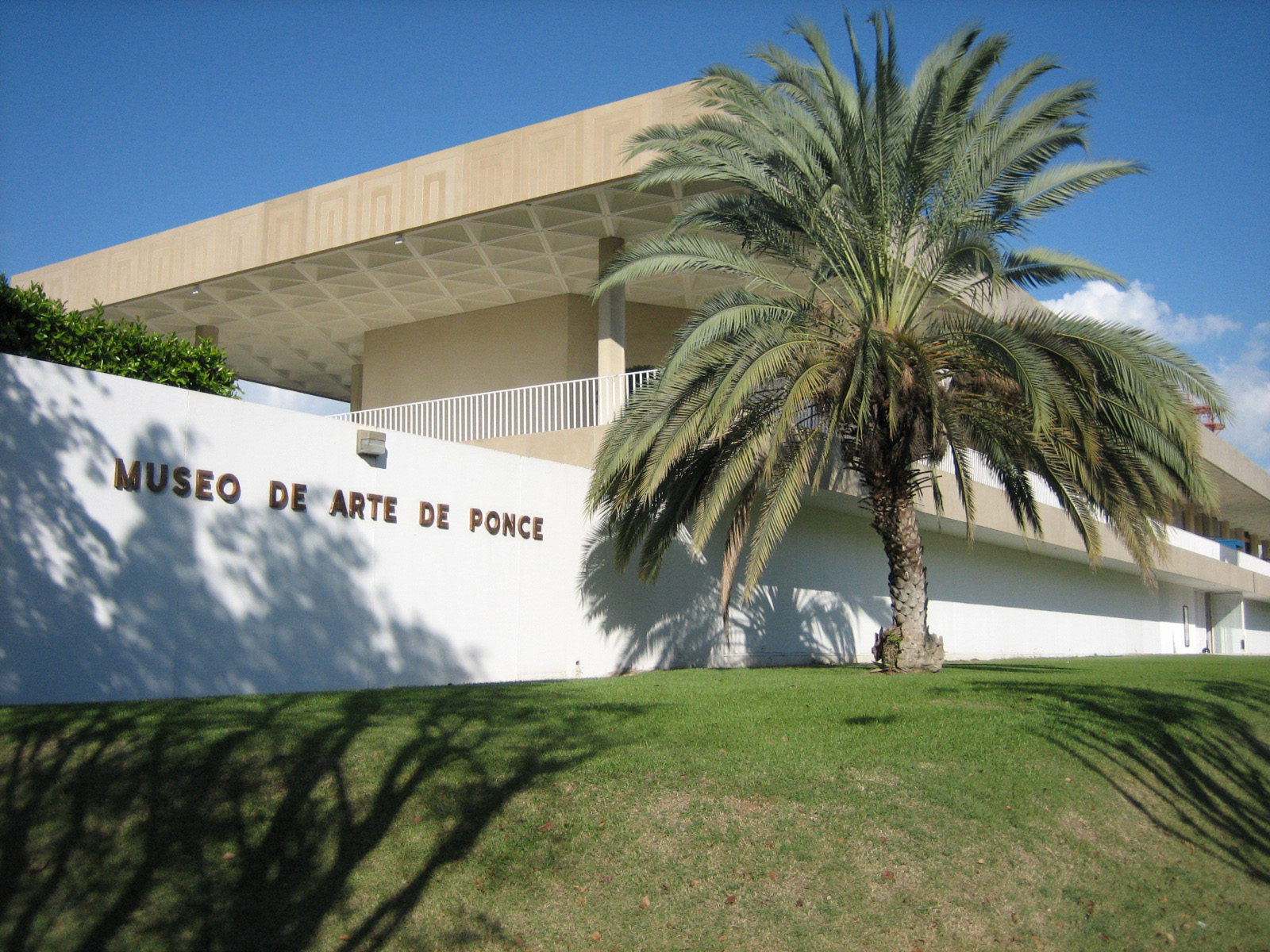
Museo de Arte Ponce, Puerto Rico (1961)
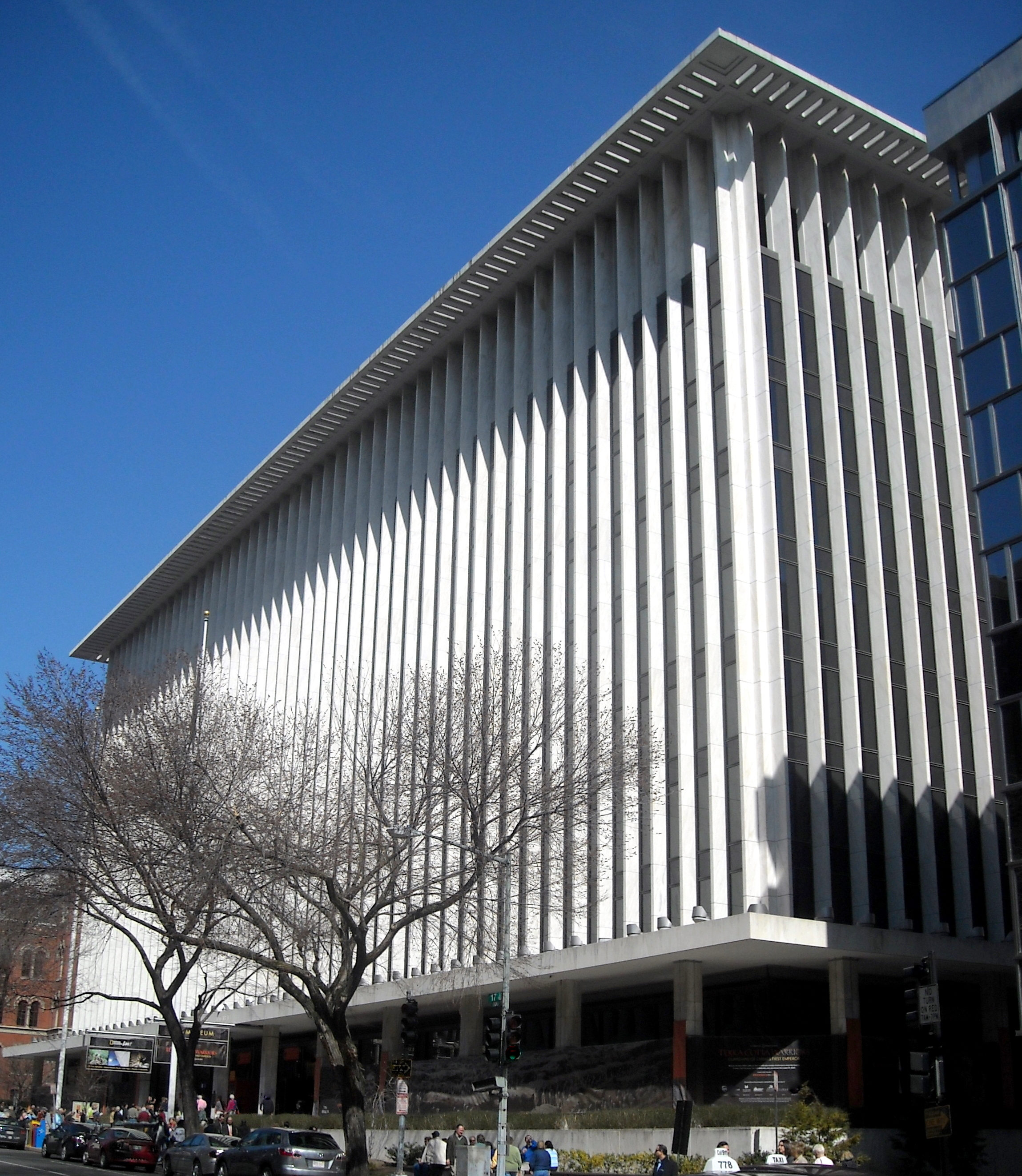
National Geographic Society Headquarters Washington, D.C. (1961)
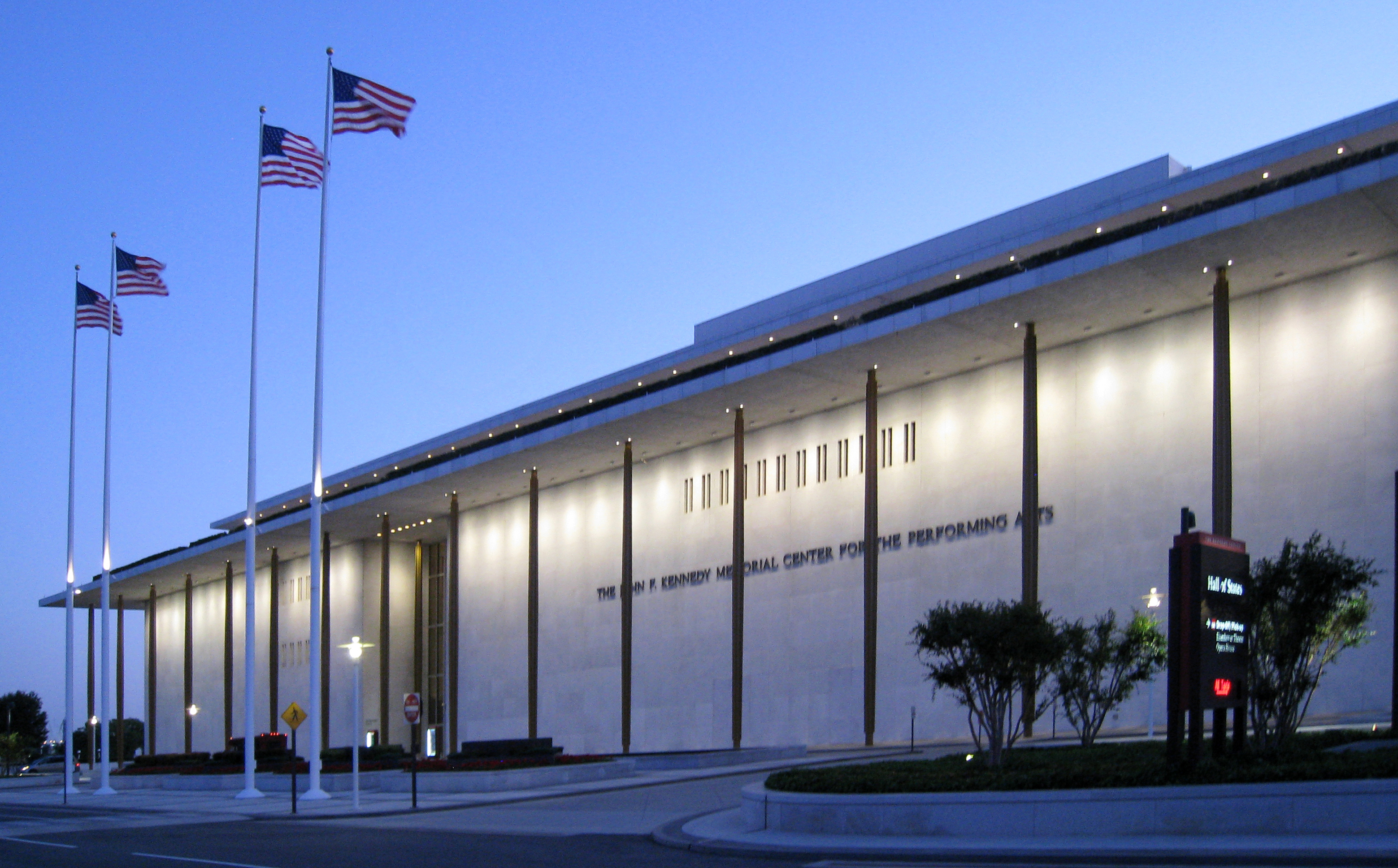
John F. Kennedy Center for the Performing Arts Washington, D.C. (1962)
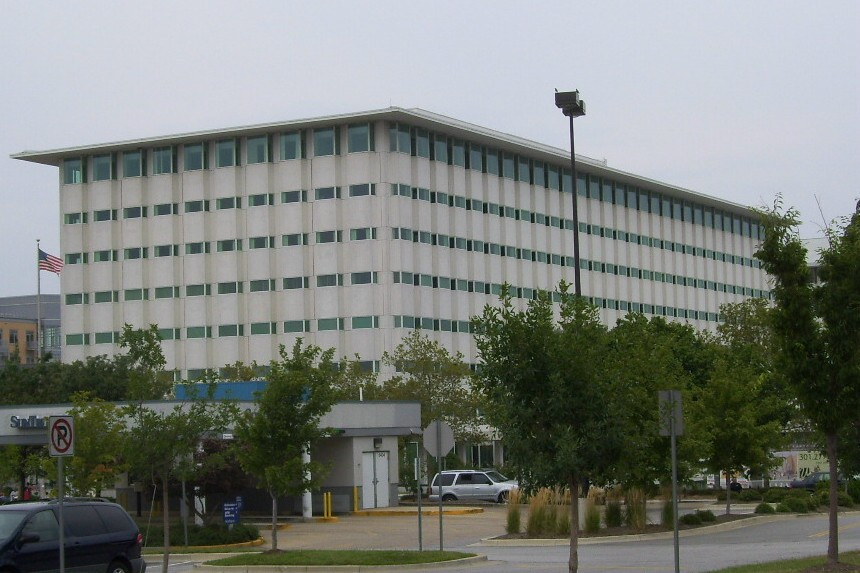
Metro One Building University Town Center Hyattsville, Maryland (1962)
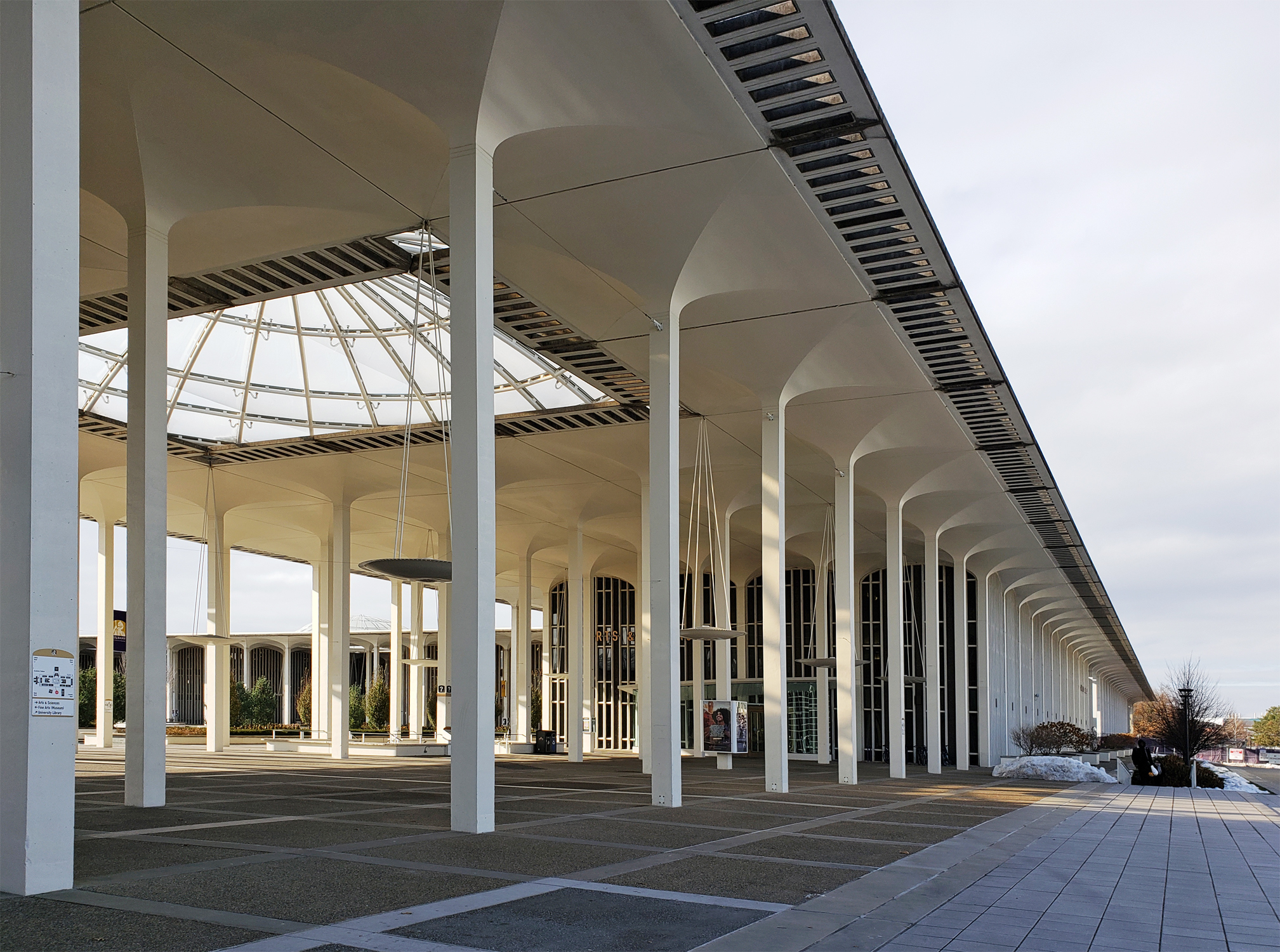
A Colonnade The State University of New York Albany, NY (1962)
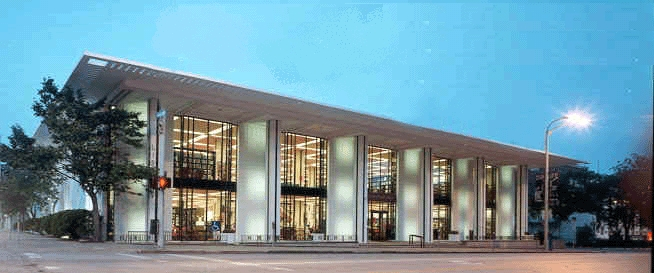
Davenport Public Library Davenport, Iowa (1964)
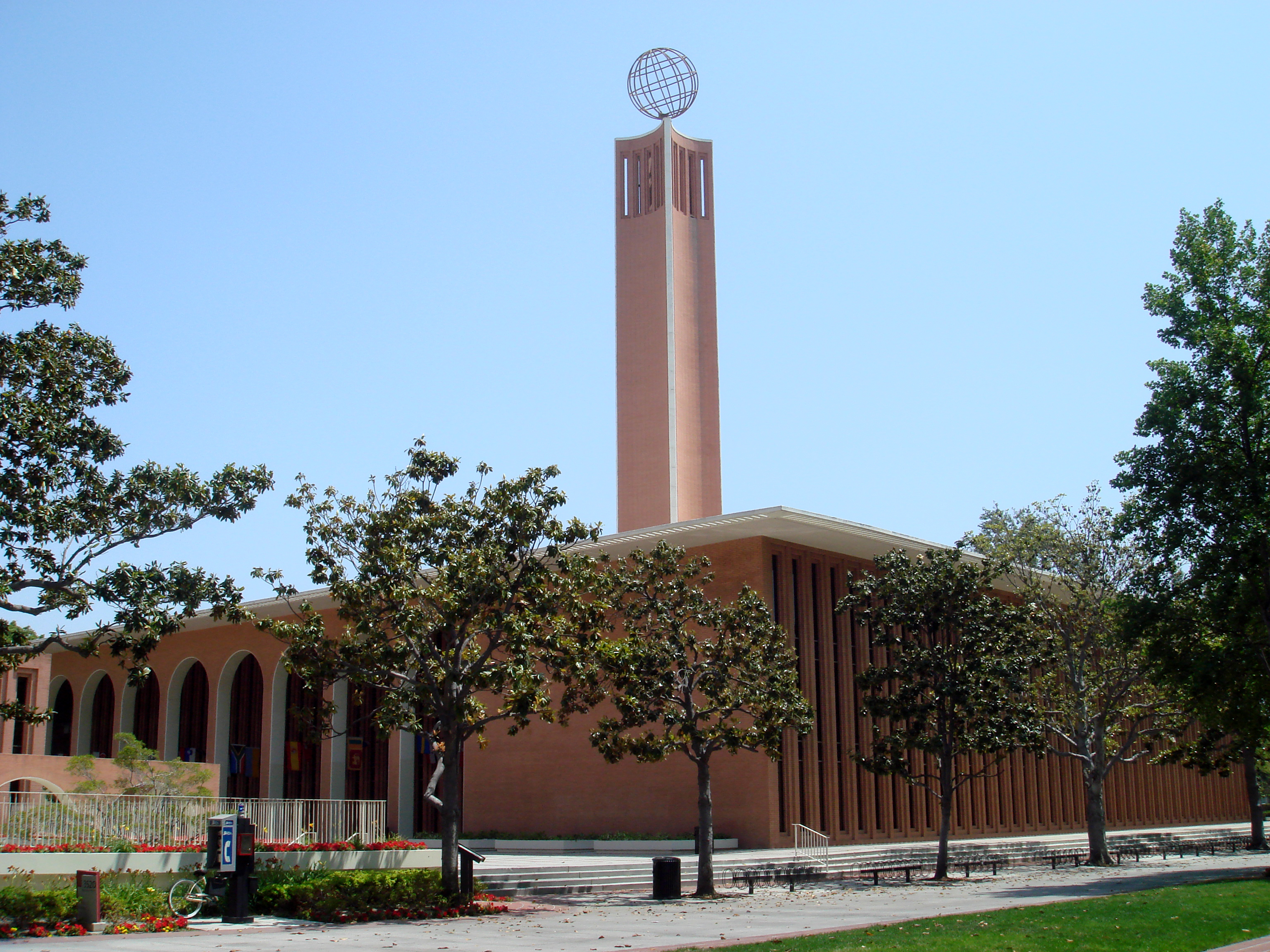
Von KleinSmid Center University of Southern California Los Angeles, California (1964)
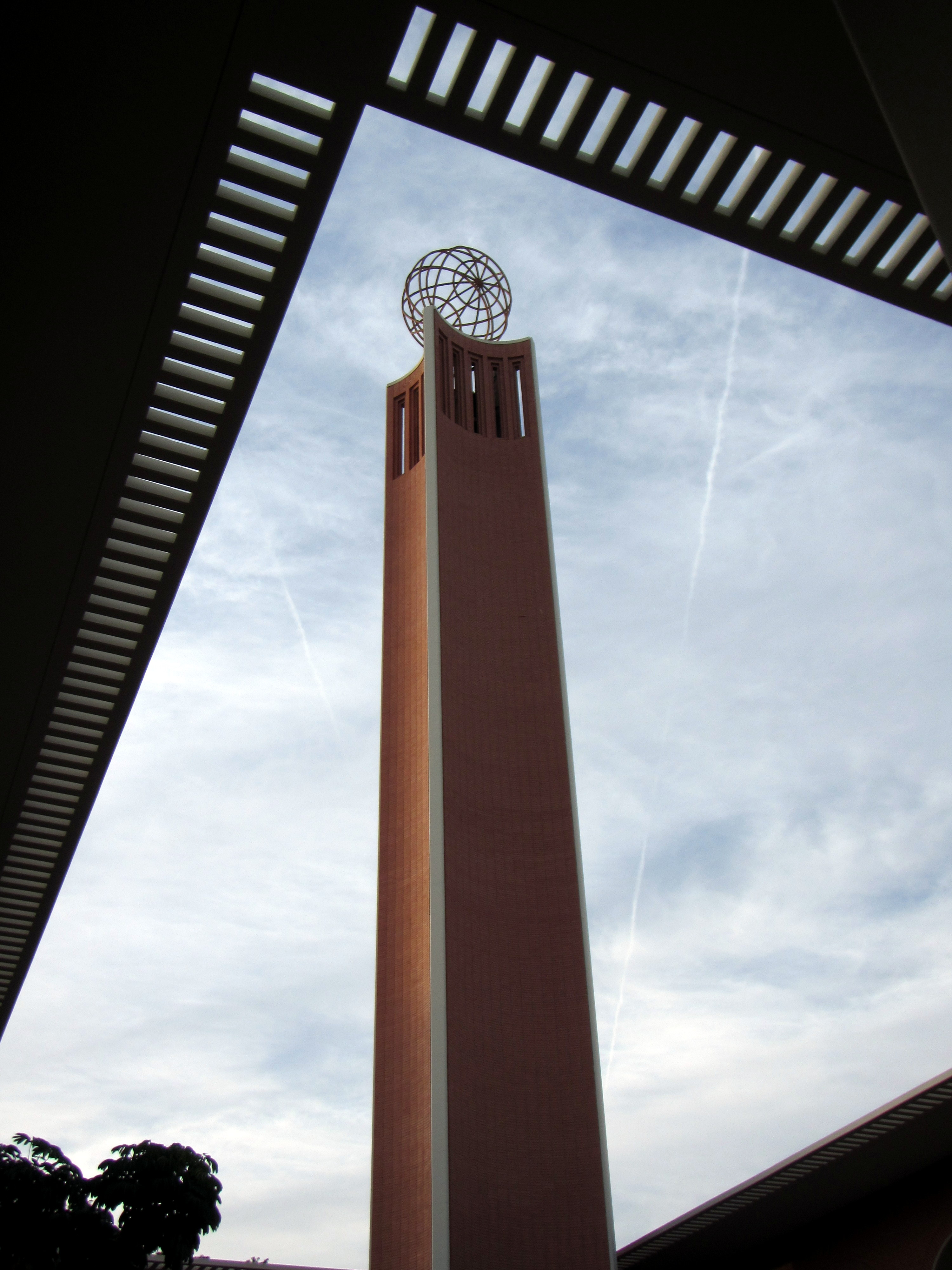
Von KleinSmid Center University of Southern California Los Angeles, California (1964)
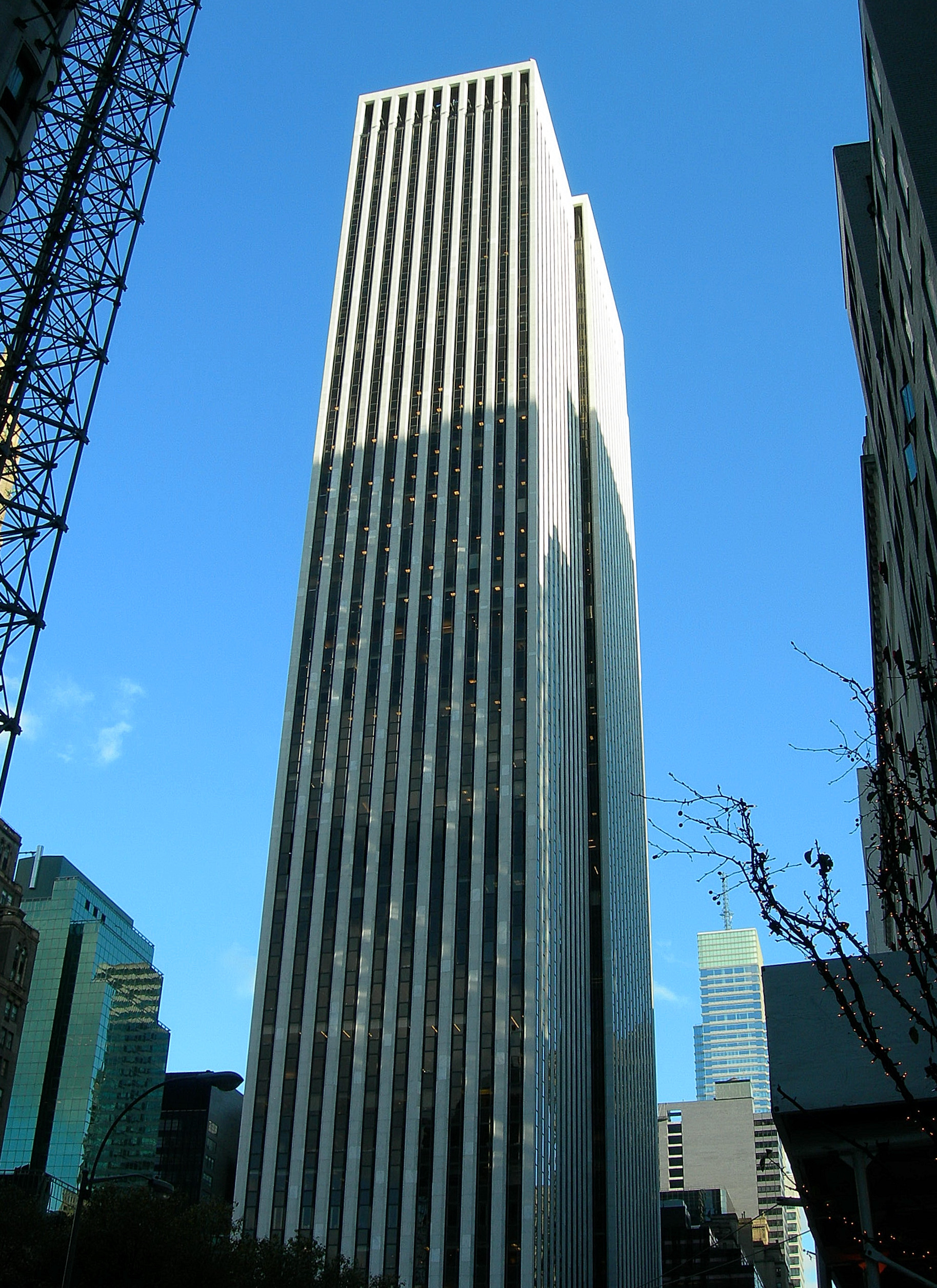
General Motors Building Nova Iorque (1964)
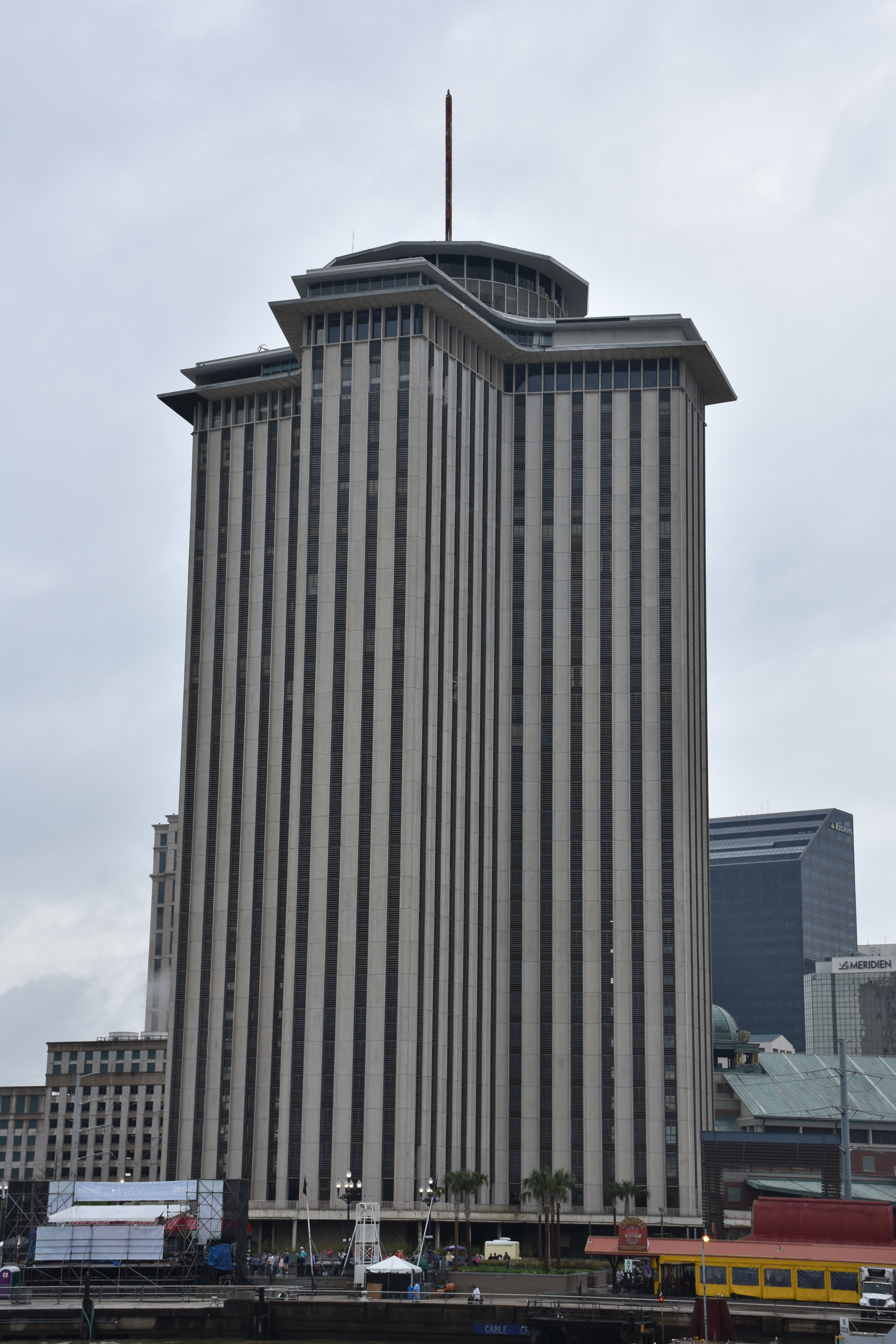
ITM Building New Orleans, Louisiana (1967)
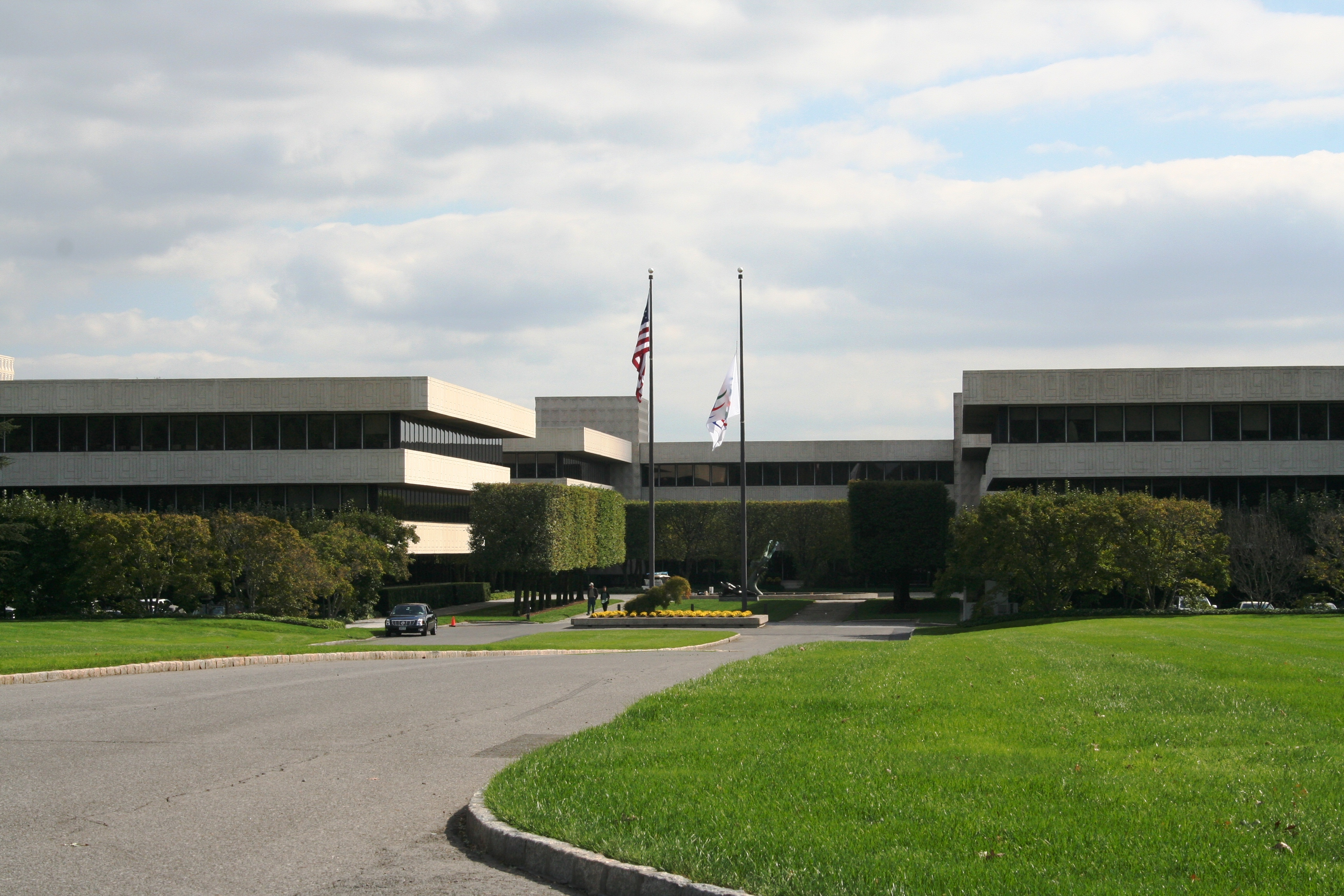
PepsiCo Headquarters Purchase, Nova York (1967)
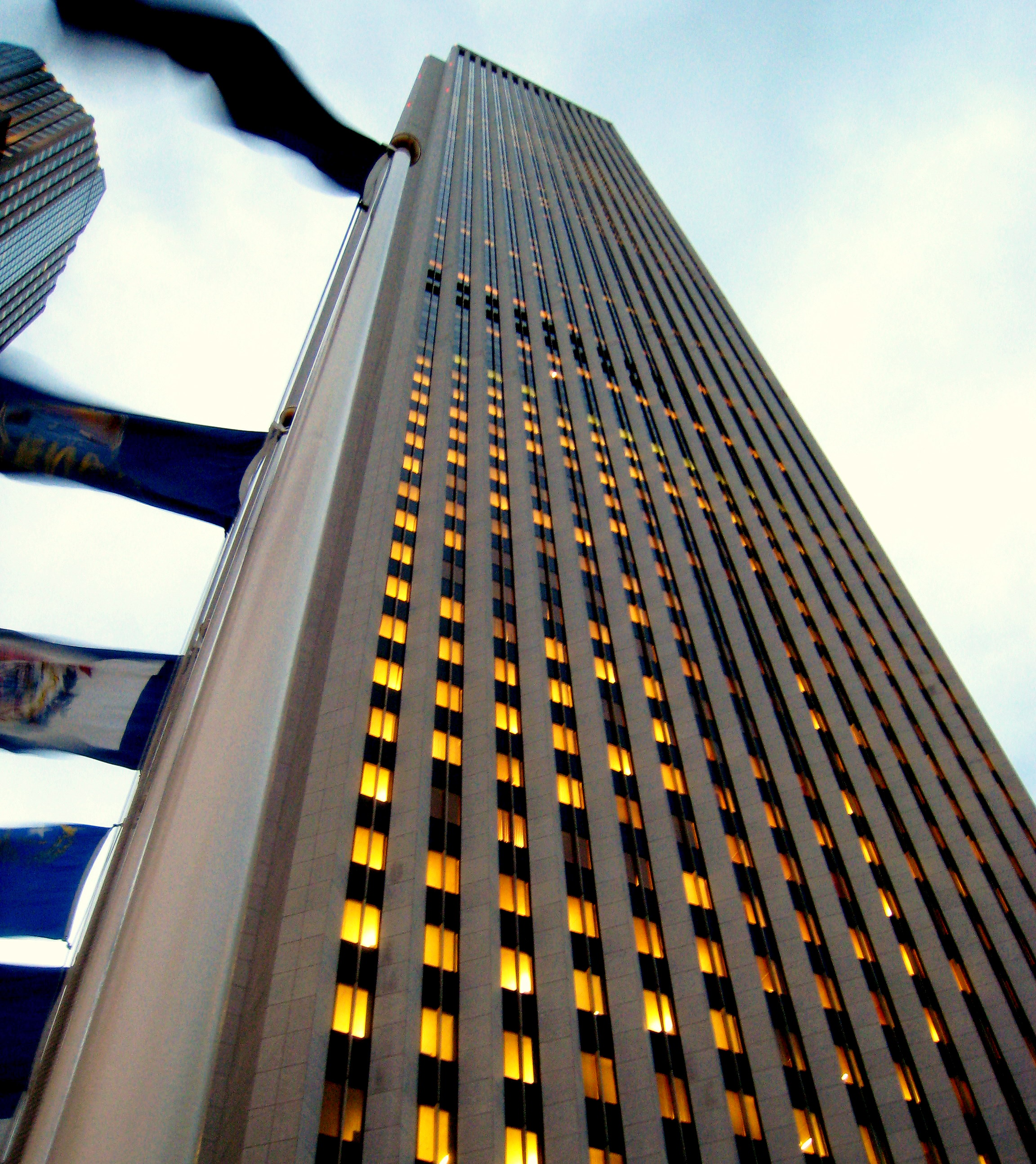
Aon Center Chicago, Illinois (1972)
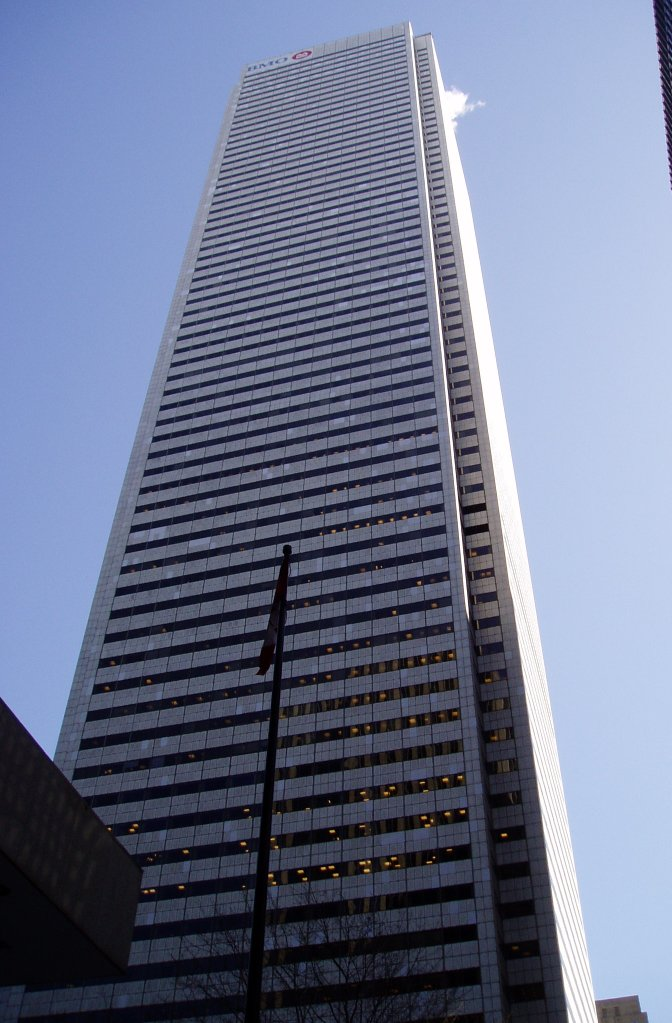
First Canadian Place Toronto, Ontario, Canadá (1975)